# Ägyptischer Tempel

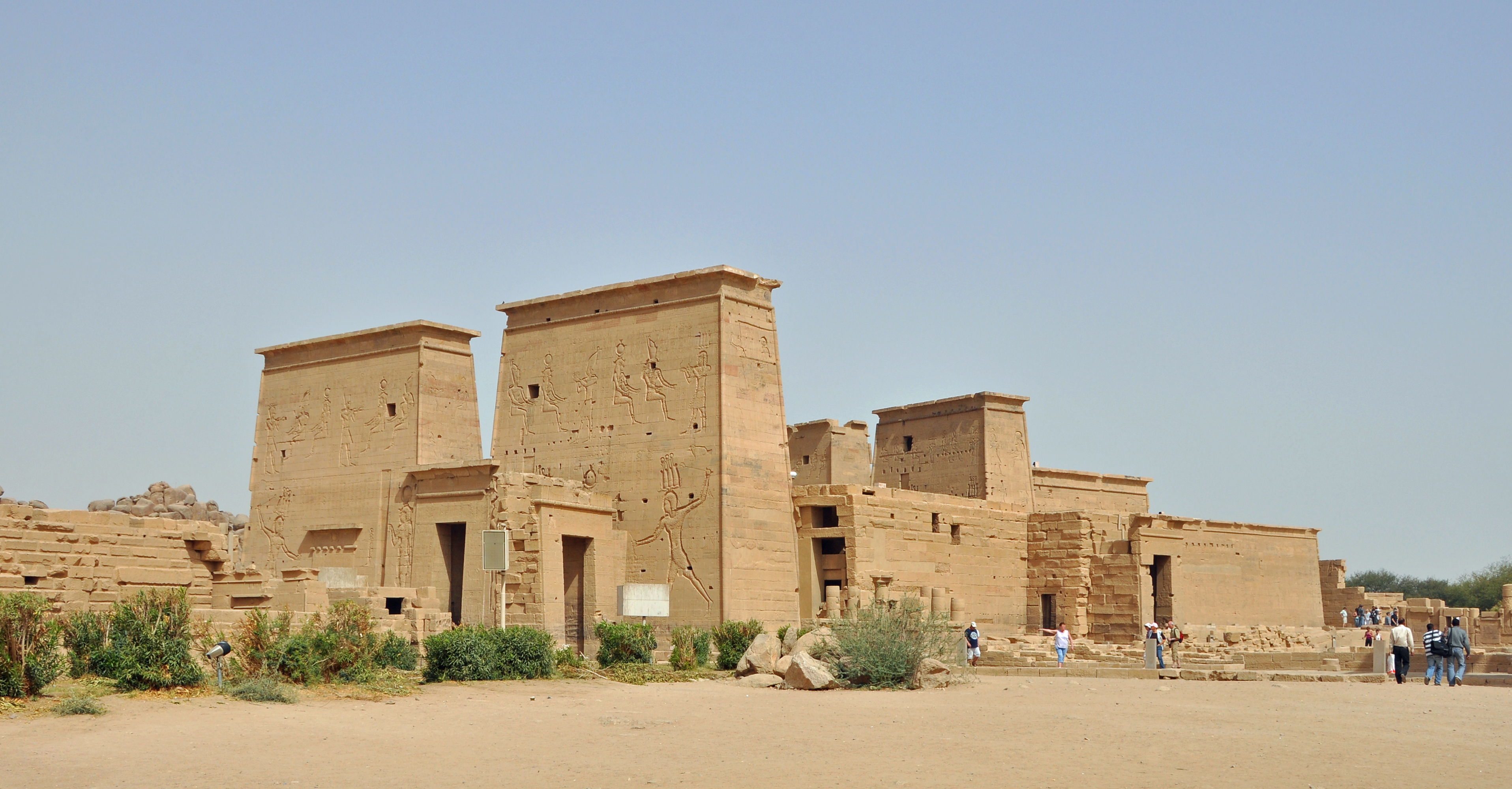
Der Isis-Tempel in Philae, mit Pylonen und einem geschlossenen Hof auf der linken Seite und dem Innengebäude auf der rechten. Viertes bis erstes Jahrhundert v. Chr.

Ägyptische Tempel wurden für die offizielle Verehrung der Götter und zum Gedenken an die Pharaonen im alten Ägypten und in den Regionen unter ägyptischer Kontrolle gebaut. Tempel wurden als Häuser für die Götter oder Könige angesehen, denen sie geweiht waren. In ihnen vollzogen die Ägypter eine Vielzahl von Ritualen, die zentralen Funktionen der ägyptischen Religion: den Göttern Opfergaben darbringen, ihre mythologische Interaktionen durch Feste nachspielen und die Kräfte des Chaos abwehren. Diese Rituale wurden als notwendig erachtet, damit die Götter die Maat, die göttliche Ordnung des Universums, aufrechterhalten konnten. Die Beherbergung und Pflege der Götter war die Pflicht der Pharaonen, die daher enorme Mittel für den Bau und die Instandhaltung von Tempeln aufwandten. Aus der Notwendigkeit heraus delegierten die Pharaonen die meisten ihrer rituellen Pflichten an eine Schar von Priestern, aber der Großteil der Bevölkerung war von der direkten Teilnahme an den Zeremonien ausgeschlossen und durfte die heiligsten Bereiche eines Tempels nicht betreten. Nichtsdestotrotz war ein Tempel eine wichtige religiöse Stätte für alle Bevölkerungsschichten, die dorthin gingen, um zu beten, Opfergaben zu bringen und den darin wohnenden Gott um Orakel zu bitten.
Der wichtigste Teil des Tempels war das Heiligtum, das in der Regel ein Kultbild, eine Statue des Gottes, enthielt. Die Räume außerhalb des Heiligtums wurden im Laufe der Zeit immer größer und aufwendiger, sodass sich die Tempel von kleinen Schreinen im späten prähistorisches Ägypten (spätes viertes Jahrtausend v. Chr.) zu großen steinernen Bauwerken im Neues Reich (ca. 1550–1070 v. Chr.) und später entwickelten. Diese Bauten gehören zu den größten und beständigsten Beispielen der altägyptischen Architektur, deren Elemente nach komplexen Mustern religiöser Symbolik angeordnet und verziert sind. Ihr typischer Aufbau bestand aus einer Reihe geschlossener Hallen, offener Höfe und Eingangs-Pylone, die entlang des für Festprozessionen genutzten Weges ausgerichtet waren. Außerhalb des eigentlichen Tempels befand sich eine Außenmauer, die eine Vielzahl von Nebengebäuden umschloss.
Ein großer Tempel besaß auch beträchtliche Landflächen und beschäftigte Tausende von Laien, um seinen Bedarf zu decken. Die Tempel waren also nicht nur religiöse, sondern auch wirtschaftliche Schlüsselzentren. Die Priester, die diese mächtigen Institutionen leiteten, verfügten über beträchtlichen Einfluss, und trotz ihrer scheinbaren Unterordnung unter den König stellten sie dessen Autorität möglicherweise infrage.
Der Tempelbau in Ägypten wurde trotz des Niedergangs des Landes und des endgültigen Verlusts der Unabhängigkeit an das Römische Reich im Jahr 30 v. Chr. fortgesetzt. Mit dem Christentum wurde die traditionelle ägyptische Religion zunehmend verfolgt, und die Tempelkulte starben aus im vierten bis sechsten Jahrhundert nach Christus. Die Gebäude, die sie hinterließen, waren jahrhundertelang von Zerstörung und Vernachlässigung betroffen. Zu Beginn des 19. Jahrhunderts erfasste eine Welle des Interesses am alten Ägypten Europa, die die Disziplin der Ägyptologie hervorbrachte und immer mehr Besucher zu den Überresten der Zivilisation führte. Dutzende von Tempeln sind heute noch erhalten, und einige sind zu weltberühmten Touristenattraktionen geworden, die einen wichtigen Beitrag zur modernen Ägyptische Wirtschaft leisten. Ägyptologen untersuchen die überlebenden Tempel und die Überreste der zerstörten Tempel weiterhin als unschätzbare Informationsquellen über die altägyptische Gesellschaft.

## Funktionen

### Religiöse Funktionen

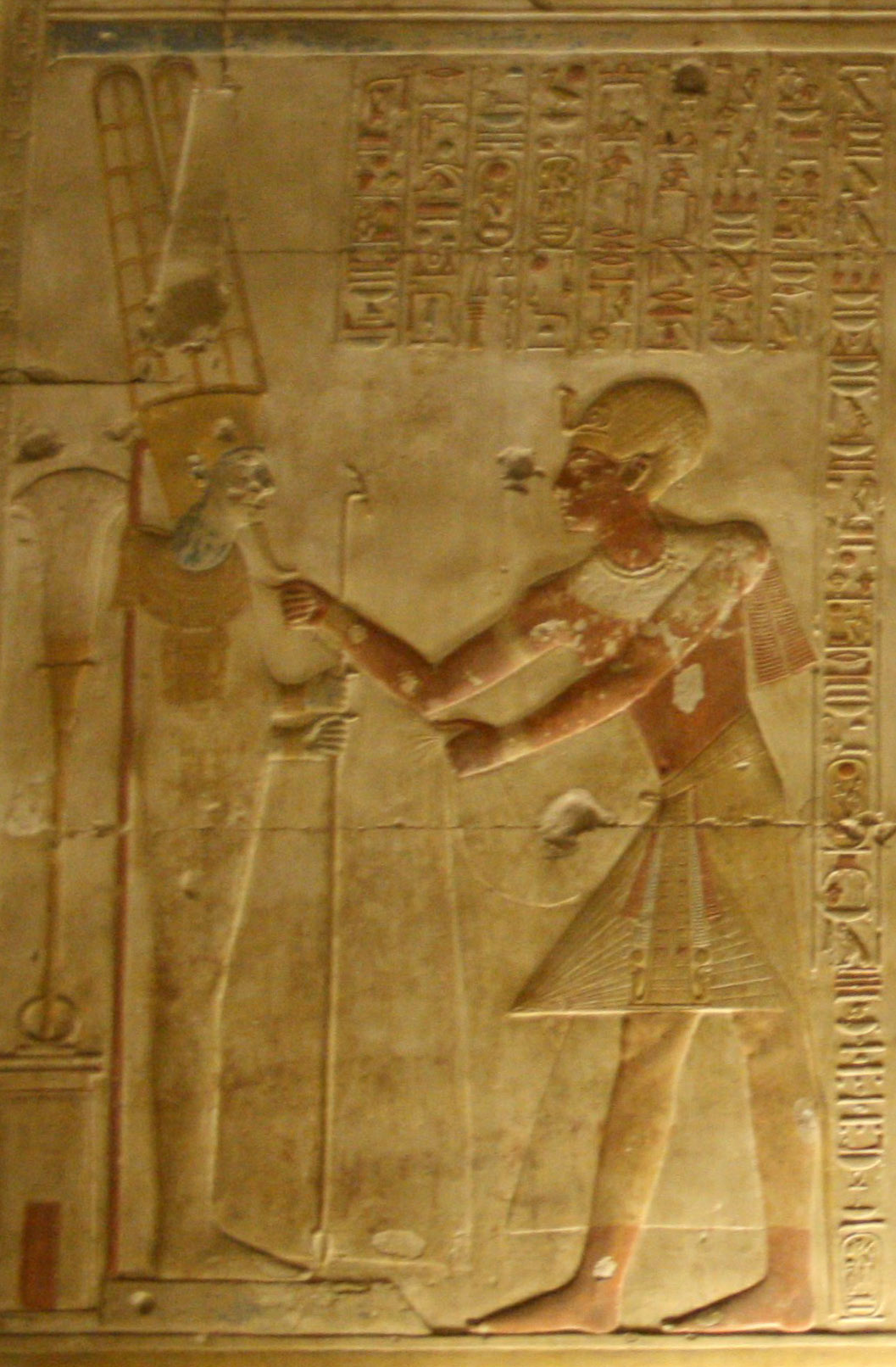
Flachrelief von Sethos I. bei der Durchführung von Ritualen für den Gott Amun, aus Setis Bestattungstempel in Abydos. Dreizehntes Jahrhundert v. Chr.

Die Altägyptischen Tempel waren als Orte gedacht, an denen die altägyptischen Götter auf der Erde residierten. Der von den Ägyptern am häufigsten verwendete Begriff für das Tempelgebäude, ḥwt-nṯr, bedeutet so viel wie „Wohnsitz (oder Behausung) eines Gottes“. Eine göttliche Präsenz im Tempel verband das menschliche und das göttliche Reich und erlaubte den Menschen, durch Rituale mit dem Gott zu interagieren. Diese Rituale, so glaubte man, unterstützten den Gott und ermöglichten ihm, weiterhin seine Rolle in der Natur zu spielen. Sie waren daher ein wichtiger Teil der Aufrechterhaltung von Maat, der idealen Ordnung der Natur und der menschlichen Gesellschaft im ägyptischen Glauben. Die Aufrechterhaltung von Maat war der gesamte Zweck der ägyptische Religion, und es war auch der Zweck eines Tempels. Da ihm selbst göttliche Macht zugeschrieben wurde, wurde der Pharao als heiliger König als Ägyptens Vertreter bei den Göttern und als wichtigster Bewahrer der Maat angesehen. Daher war es theoretisch seine Pflicht, die Tempelriten durchzuführen. Es ist zwar ungewiss, wie oft er an den Zeremonien teilnahm, aber die Existenz von Tempeln in ganz Ägypten machte es ihm unmöglich, dies in allen Fällen zu tun, und die meiste Zeit wurden diese Aufgaben an Priester delegiert. Dennoch war der Pharao verpflichtet, die Tempel in seinem Reich zu unterhalten, zu versorgen und zu erweitern.
Obwohl der Pharao seine Befugnisse delegierte, war die Durchführung von Tempelritualen immer noch eine offizielle Aufgabe, die auf hochrangige Priester beschränkt war. Die Teilnahme der allgemeinen Bevölkerung an den meisten Zeremonien war verboten. Ein Großteil der religiösen Laienaktivitäten in Ägypten fand stattdessen in privaten und gemeinschaftlichen Heiligtümer statt, die von den offiziellen Tempeln getrennt waren. Als primäres Bindeglied zwischen dem menschlichen und dem göttlichen Reich zogen die Tempel die Verehrung der einfachen Ägypter auf sich.
Jeder Tempel hatte eine Hauptgottheit, und die meisten waren auch anderen Göttern geweiht. Nicht alle Gottheiten hatten Tempel, die ihnen geweiht waren. Viele Dämonen und Hausgötter waren in erster Linie an magischen oder privaten religiösen Praktiken beteiligt und nahmen kaum oder gar nicht an Tempelzeremonien teil. Es gab auch andere Götter, die eine wichtige Rolle im Kosmos spielten, aber aus unklaren Gründen nicht mit eigenen Tempeln geehrt wurden. Von den Göttern, die eigene Tempel hatten, wurden viele hauptsächlich in bestimmten Gebieten Ägyptens verehrt, obwohl viele Götter mit einer starken lokalen Bindung auch im ganzen Land wichtig waren. Selbst Gottheiten, deren Verehrung sich über das ganze Land erstreckte, waren stark mit den Städten verbunden, in denen sich ihre Haupttempel befanden. In den altägyptische Schöpfungsmythen entstand der erste Tempel als Zufluchtsort für einen Gott – um welchen Gott es sich handelte, variierte je nach Stadt –, der auf dem Erdhügel stand, auf dem der Schöpfungsprozess begann. Jeder Tempel in Ägypten wurde daher mit diesem ursprünglichen Tempel und mit dem Ort der Schöpfung selbst gleichgesetzt. Als Urheimat des Gottes und mythologischer Ort der Stadtgründung galt der Tempel als Mittelpunkt der Region, von dem aus der Schutzgott der Stadt über sie herrschte.
Die Pharaonen errichteten auch Tempel, in denen Opfergaben dargebracht wurden, um ihre Geister im Jenseits des Lebens zu unterstützen, oft in Verbindung mit ihren Gräbern oder in deren Nähe. Diese Tempel werden traditionell als „Totentempels“ bezeichnet und als wesentlich anders als göttliche Tempel angesehen. In den letzten Jahren haben einige Ägyptologen, wie z. B. Gerhard Haeny, argumentiert, dass es keine klare Trennung zwischen diesen beiden gibt. Die Ägypter gaben den Totentempeln keinen eindeutigen Namen. Rituale für die Toten und Rituale für die Götter schlossen sich auch nicht gegenseitig aus; die Symbolik rund um den Tod war in allen ägyptischen Tempeln präsent. Die Verehrung der Götter war bis zu einem gewissen Grad in den Totentempeln präsent, und der Ägyptologe Stephen Quirke hat gesagt, dass „zu allen Zeiten der königliche Kult die Götter mit einbezieht, aber ebenso... jeder Kult der Götter den König mit einbezieht“. Dennoch dienten bestimmte Tempel eindeutig dem Gedenken an verstorbene Könige und der Darbringung von Opfergaben an ihre Geister. Ihr Zweck ist nicht vollständig geklärt; möglicherweise sollten sie den König mit den Göttern vereinen und ihn in einen göttlichen Status erheben, der über den des gewöhnlichen Königtums hinausging. In jedem Fall spiegelt die Schwierigkeit, göttliche Tempel und Totentempel zu trennen, die enge Verflechtung von Göttlichkeit und Königtum im ägyptischen Glauben wider.

### Wirtschaft und Verwaltung
Tempel waren wichtige Zentren wirtschaftlicher Aktivität. Die größten Tempel erforderten enorme Ressourcen und beschäftigten Zehntausende von Priestern, Handwerkern und Arbeitern. Die wirtschaftlichen Abläufe im Tempel waren mit denen eines großen ägyptischen Haushalts vergleichbar, mit Dienern, die dem Tempelgott dienten, so wie sie dem Herrn eines Anwesens dienen würden. Diese Ähnlichkeit spiegelt sich in der ägyptischen Bezeichnung für die Tempelländereien und ihre Verwaltung wider, pr, was „Haus“ oder „Anwesen“ bedeutet.
Ein Teil der Vorräte des Tempels stammte aus direkten Spenden des Königs. Im Neues Reich, als Ägypten eine Kaisermacht war, stammten diese Spenden oft aus den Beutestücken der Militär-Feldzüge des Königs oder aus den Tributen seiner Klientelstaaten. Der König konnte auch verschiedene Steuern erheben, die direkt in den Unterhalt eines Tempels flossen. Andere Einnahmen kamen von Privatpersonen, die den Tempeln Land, Sklaven oder Waren im Tausch gegen Opfergaben und priesterliche Dienste anboten, um ihre Geister im Jenseits zu unterstützen.

Versenktes Relief der personifizierten Provinzen Ägyptens, die Opfergaben für den Tempelgott tragen, aus dem Totentempel von Ramses II. in Abydos. Dreizehntes Jahrhundert v. Chr.

Ein Großteil der wirtschaftlichen Unterstützung eines Tempels stammte aus seinen eigenen Ressourcen. Dazu gehörten große Landflächen außerhalb des Tempelbezirks, manchmal in einer völlig anderen Region als der Tempel selbst. Die wichtigste Art von Landbesitz war das altägyptische Ackerland, auf dem Getreide, Obst oder Wein angebaut oder Viehherden gehalten wurden. Der Tempel verwaltete diese Ländereien entweder direkt, verpachtete sie gegen einen Anteil an den Erträgen an Bauern oder verwaltete sie gemeinsam mit der königlichen Verwaltung. Die Tempel unternahmen auch Expeditionen in die Wüste, um Ressourcen wie Salz, Honig oder Wild zu sammeln oder wertvolle Mineralien abzubauen. Einige besaßen Flotten von Schiffen, mit denen sie ihren eigenen Handel im ganzen Land oder sogar über die Grenzen Ägyptens hinaus betreiben konnten. So stellte, wie Richard H. Wilkinson sagt, der Tempelbesitz „oft nicht weniger als ein Stück Ägypten selbst dar“. Als wichtiges Wirtschaftszentrum und Arbeitgeber für einen großen Teil der Bevölkerung war die Tempelanlage ein wichtiger Teil der Stadt, in der sie stand. Umgekehrt wurde, wenn ein Tempel auf leerem Land gegründet wurde, eine neue Stadt gebaut, um ihn zu unterstützen.
All diese wirtschaftliche Macht unterlag letztlich der Kontrolle des Pharaos, und die Produkte und das Eigentum des Tempels wurden häufig besteuert. Ihre Angestellten, selbst die Priester, unterlagen dem staatlichen  Hausarbeitssystem, das Arbeitskräfte für königliche Projekte einberief. Sie konnten auch beauftragt werden, Lieferungen für bestimmte Zwecke bereitzustellen. Eine von Harchuf geführte Handelsexpedition in der sechsten Dynastie Ägyptens (ca. 2255–2246 v. Chr.) durfte von jedem Tempel, den sie wollte, Vorräte beschaffen, und die Totentempel der thebanischen Nekropole im Neuen Reich beaufsichtigten die Versorgung der königlich angestellten Grabarbeiter in Deir el-Medina. Könige konnten auch Tempel oder Klassen von Personal von der Besteuerung und Wehrpflicht befreien.
Die königliche Verwaltung konnte auch anordnen, dass ein Tempel seine Ressourcen an einen anderen Tempel weiterleitet, dessen Einfluss sie ausweiten wollte. So konnte ein König die Einkünfte der Tempel eines von ihm favorisierten Gottes erhöhen, und Totentempel jüngerer Herrscher neigten dazu, Ressourcen von Tempeln längst verstorbener Pharaonen abzuschöpfen. Das drastischste Mittel zur Kontrolle der Tempelbesitze war die vollständige Überarbeitung der landesweiten Verteilung ihres Eigentums, was bis zur Schließung bestimmter Tempel gehen konnte. Solche Veränderungen konnten die wirtschaftliche Landschaft Ägyptens erheblich verändern. Die Tempel waren somit wichtige Instrumente, mit denen der König die Ressourcen des Landes und seiner Bevölkerung verwaltete. Als direkte Aufseher ihres eigenen Wirtschaftsbereichs hatten die Verwaltungen großer Tempel beträchtlichen Einfluss und stellten möglicherweise eine Herausforderung für die Autorität eines schwachen Pharaos dar, obwohl es unklar ist, wie unabhängig sie waren. Nachdem Ägypten eine römische Provinz geworden war, bestand eine der ersten Maßnahmen der römischen Herrscher darin, eine Reform des Landbesitzes und der Besteuerung durchzuführen. Die ägyptischen Tempel als wichtige Landbesitzer wurden gezwungen, entweder Pachtzahlungen an die Regierung für das Land zu leisten, das sie besaßen, oder dieses Land im Austausch gegen ein staatliches Stipendium an den Staat abzutreten. Die Tempel und Priester genossen jedoch auch unter römischer Herrschaft weiterhin Privilegien, z. B. die Befreiung von Steuern und Pflichtdiensten. Auf offizieller Ebene wurden die leitenden Beamten der Tempel Teil des römischen Herrschaftsapparates, indem sie z. B. Steuern eintrieben und Anklagen gegen Priester wegen Verstößen gegen das Kirchenrecht prüften.

## Entwicklung

### Frühe Entwicklung
Die frühesten bekannten Schreine entstanden im prähistorischen Ägypten im späten vierten Jahrtausend v. Chr. an Orten wie Sais und Buto in Unterägypten sowie Nekhen und Koptos in Oberägypten. Die meisten dieser Heiligtümer waren aus vergänglichem Material wie Holz, Schilfmatten und Lehmziegeln gefertigt. Trotz der Vergänglichkeit dieser frühen Bauten wurden in der späteren altägyptische Kunst immer wieder Elemente von ihnen verwendet und adaptiert, wobei die alten Schreine die ewige Natur der Götter und ihrer Wohnstätten suggerierten.
In der frühdynastische Zeit (ca. 3100-2686 v. Chr.) errichteten die ersten Pharaonen im religiösen Zentrum von Abydos Grabanlagen nach einem einzigen allgemeinen Muster mit einer rechteckigen Lehmziegel-Einfassung. Im Altes Reich (ca. 2686-2181 v. Chr.), das auf die frühdynastische Periode folgte, wurden die königlichen Grabmonumente stark erweitert, während die meisten göttlichen Tempel vergleichsweise klein blieben, was darauf hindeutet, dass die offizielle Religion in dieser Periode den Kult des Königs stärker betonte als die direkte Anbetung von Gottheiten. Gottheiten, die eng mit dem König verbunden waren, wie der Sonnengott Re, erhielten mehr königliche Zuwendungen als andere Gottheiten. Ra's Tempel in Heliopolis war ein wichtiges religiöses Zentrum, und mehrere Pharaonen des Alten Reiches errichteten ihm zu Ehren große Sonnentempel in der Nähe ihrer Pyramiden. Währenddessen behielten die kleinen Provinztempel eine Vielzahl von lokalen Stilen aus prädynastischer Zeit bei, unbeeinflusst von den königlichen Kultstätten.

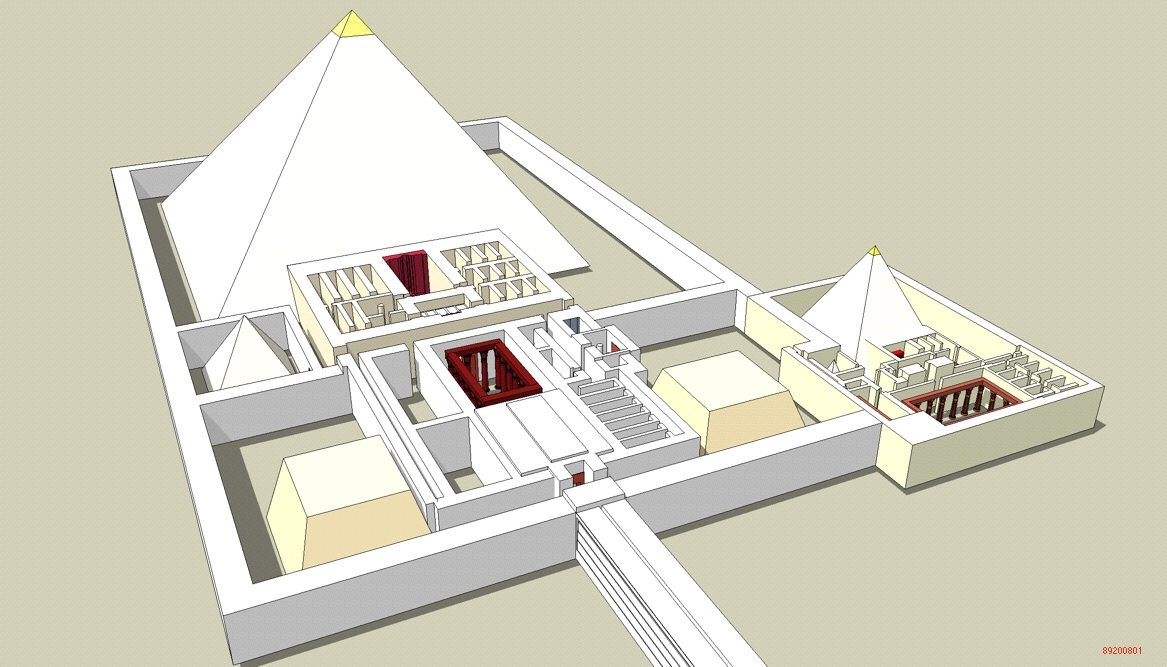
Rekonstruktion der Pyramidentempel des Alten Reiches, mit Damm, der zum Taltempel führt. Vierundzwanzigstes Jahrhundert v. Chr.

Die Ausweitung der Grabmonumente begann in der Regierungszeit von Djoser, der seinen Komplex ganz aus Stein errichtete und in der Anlage eine Stufenpyramide aufstellte, unter der er begraben wurde: die Pyramide des Djoser. Für den Rest des Alten Reiches waren Grab und Tempel in aufwendigen steinernen Pyramidenkomplexen vereint. In der Nähe jedes Pyramidenkomplexes befand sich eine Stadt, die den Bedarf des Komplexes deckte, so wie Städte in der gesamten ägyptischen Geschichte Tempel unterstützten. Weitere Veränderungen gab es in der Regierungszeit von Snofru, der, beginnend mit seiner ersten Pyramide in Meidum, Pyramidenkomplexe symmetrisch entlang einer Ost-West-Achse errichtete, mit einem Taltempel am Ufer des Nils, der mit einem Pyramidentempel am Fuß der Pyramide verbunden war. Snofrus unmittelbare Nachfolger folgten diesem Muster, aber ab dem späten Alten Reich kombinierten die Pyramidenkomplexe verschiedene Elemente des axialen Plans und des rechtwinkligen Plans von Djoser. Um die Pyramidenkomplexe zu versorgen, gründeten die Könige neue Städte und landwirtschaftliche Anwesen auf unbebautem Land in ganz Ägypten. Der Warenfluss aus diesen Ländern zur Zentralregierung und ihren Tempeln trug zur Einigung des Reiches bei.
Die Herrscher des Mittleres Reich (ca. 2055–1650 v. Chr.) setzten den Bau von Pyramiden und den dazugehörigen Komplexen fort. Die seltenen Überreste von Tempeln aus dem Mittleren Reich, wie der in Medinet Madi, zeigen, dass die Tempelgrundrisse in dieser Zeit symmetrischer wurden und die göttlichen Tempel zunehmend aus Stein gebaut wurden. Das Muster eines Heiligtums, das hinter einer Säulenhalle liegt, taucht häufig in Tempeln des Mittleren Reiches auf, und manchmal sind diesen beiden Elementen offene Höfe vorgelagert, was die spätere Standard-Tempelanordnung vorwegnimmt.

### Neues Reich

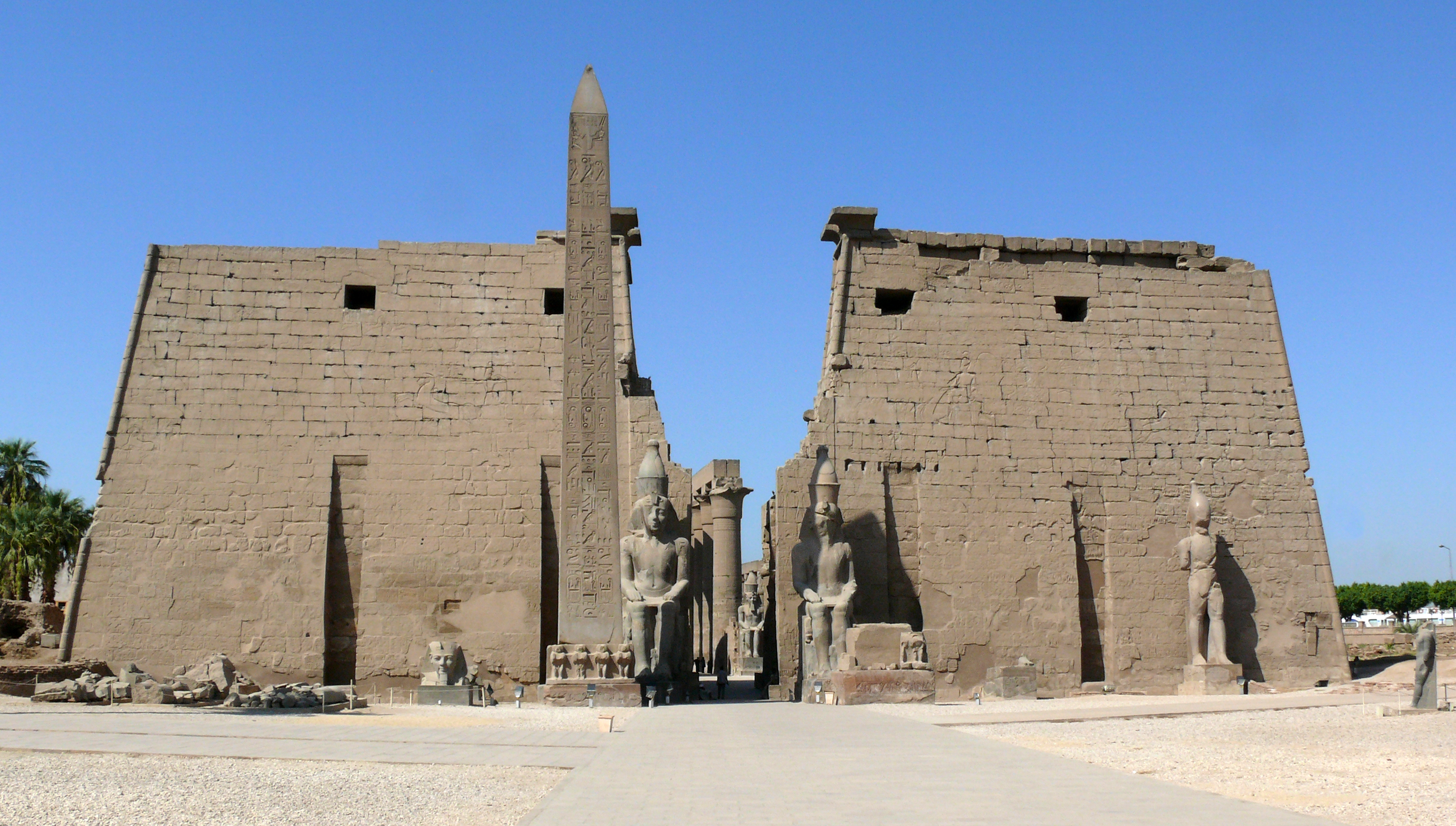
Eingangspylon des Luxor-Tempels, einer der wichtigsten Tempel des Neuen Reichs. Vierzehntes bis dreizehntes Jahrhundert v. Chr.

Mit zunehmender Macht und größerem Reichtum während des Neuen Reiches (ca. 1550–1070 v. Chr.) wandte Ägypten noch mehr Mittel für seine Tempel auf, die immer größer und aufwendiger wurden. Höhere Priesterämter wurden zu ständigen statt zu wechselnden Positionen, und sie kontrollierten einen großen Teil des ägyptischen Reichtums. Anthony Spalinger vermutet, dass mit der Ausdehnung des Einflusses der Tempel religiöse Feiern, die früher völlig öffentlich waren, in den immer wichtiger werdenden Festritualen der Tempel aufgingen. Der wichtigste Gott der Zeit war Amun, dessen Hauptkultzentrum, der Bezirk des Amun-Re in Karnak in Theben, schließlich zum größten aller Tempel wurde, und dessen Hoherpriester möglicherweise erheblichen politischen Einfluss ausübten.
Viele Tempel wurden nun vollständig aus Stein gebaut, und ihr Grundriss wurde festgelegt, wobei das Heiligtum, die Hallen, die Höfe und die Pylonentore entlang des für Festumzüge genutzten Weges ausgerichtet wurden. Die Pharaonen des Neuen Reiches benutzten die Pyramiden nicht mehr als Grabmonumente und legten ihre Gräber in großer Entfernung von ihren Totentempeln an. Ohne Pyramiden, um die herum gebaut werden konnte, begannen die Totentempel, denselben Grundriss wie die den Göttern geweihten Tempel zu verwenden.
In der Mitte des Neuen Reiches stellte Pharao Echnaton den Gott Aton über alle anderen und schaffte schließlich die offizielle Verehrung der meisten anderen Götter ab. Die traditionellen Tempel wurden vernachlässigt, während neue Aton-Tempel errichtet wurden, die sich in Design und Bauweise stark unterschieden. Die Revolution des Echnaton wurde jedoch bald nach seinem Tod wieder rückgängig gemacht, indem die traditionellen Kulte wieder eingeführt und die neuen Tempel abgebaut wurden. Nachfolgende Pharaonen widmeten den Tempeln noch mehr Ressourcen, insbesondere Ramses II., der produktivste Monumentenbauer in der ägyptischen Geschichte. Mit dem wachsenden Reichtum der Priesterschaften wuchs auch ihr religiöser Einfluss: Tempelorakel, die von den Priestern kontrolliert wurden, waren eine zunehmend beliebte Methode der Entscheidungsfindung. Die Macht der Pharaonen schwand, und im elften Jahrhundert v. Chr. machte sich ein militärischer Führer, Herihor, zum Hoherpriester des Amun und zum de facto Herrscher von Oberägypten, womit die politische Zersplitterung der Dritte Zwischenzeit begann (c. 1070-664 BC).
Als das Neue Reich zerfiel, hörte der Bau von Totentempeln auf und wurde nie wieder aufgenommen. Einige Herrscher der Dritte Zwischenzeit, wie die von Tanis, wurden innerhalb der Einfriedungen göttlicher Tempel bestattet, wodurch die enge Verbindung zwischen Tempel und Grab fortgesetzt wurde.

### Spätere Entwicklung
In der dritten Zwischenzeit und der darauf folgenden Spätzeit (664–323 v. Chr.) fiel der geschwächte ägyptische Staat an eine Reihe fremder Mächte und erlebte nur gelegentliche Perioden der Unabhängigkeit. Viele dieser fremden Herrscher finanzierten und erweiterten Tempel, um ihren Anspruch auf das ägyptische Königtum zu festigen. Eine dieser Gruppen, die Kuschitische Pharaonen des achten und siebten Jahrhunderts v. Chr., übernahm die ägyptische Tempelarchitektur für ihr Heimatland Nubien und begründete damit eine lange Tradition anspruchsvoller nubischer Tempelbau. Inmitten dieses Aufruhrs verschoben sich die Geschicke verschiedener Tempel und Kleriker, und die Unabhängigkeit der Priesterschaft des Amun wurde gebrochen, aber die Macht der Priesterschaft im Allgemeinen blieb bestehen.

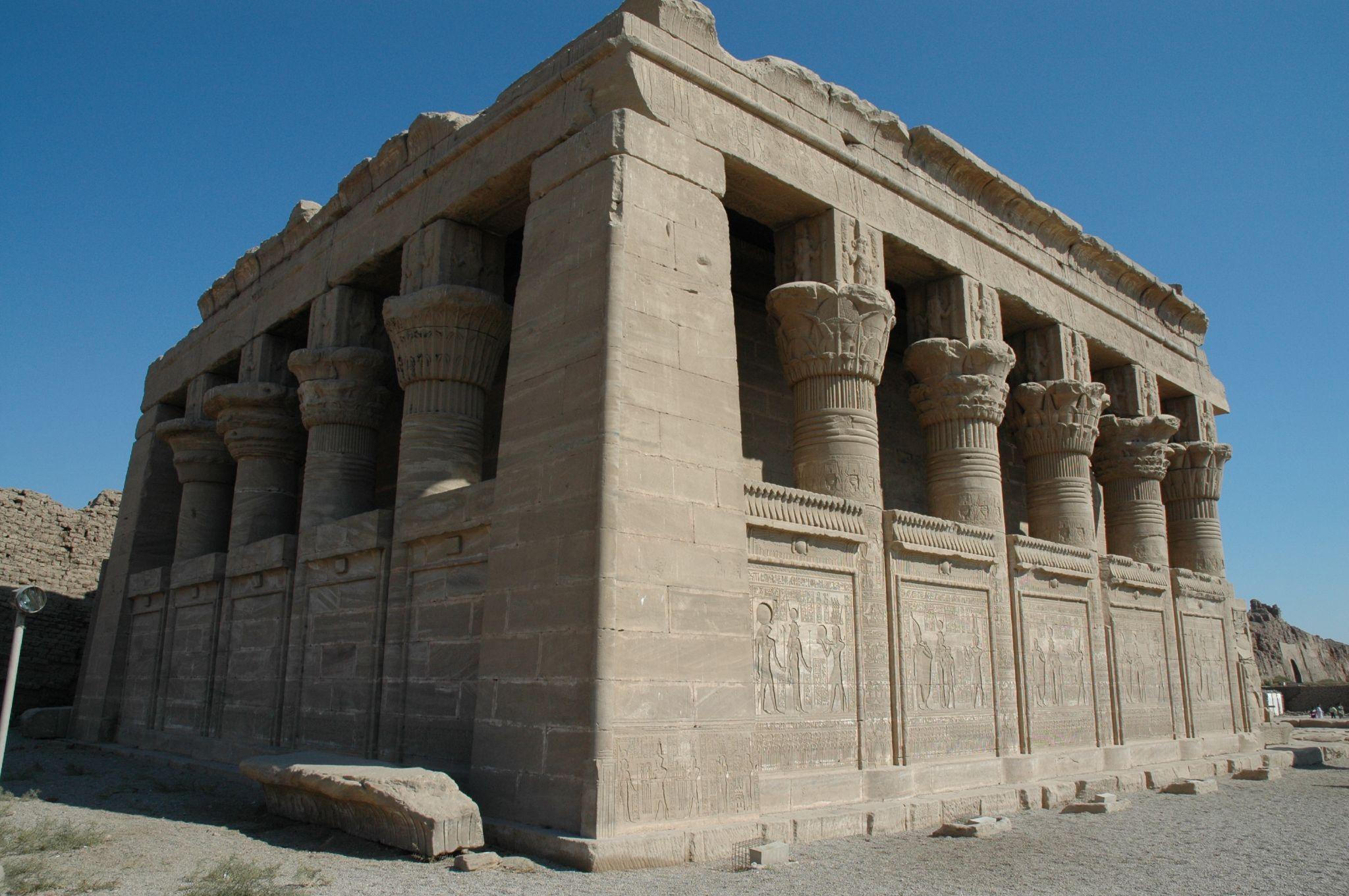
Römischer Mammisi in der Dendera-Tempelanlage. Erstes bis zweites Jahrhundert n. Chr.

Trotz der politischen Umwälzungen entwickelte sich der ägyptische Tempelstil weiter, ohne dass er viel fremden Einfluss aufnahm. Während sich frühere Tempelbauten hauptsächlich auf männliche Götter konzentrierten, traten Göttinnen und Kindergottheiten zunehmend in den Vordergrund. Die Tempel konzentrierten sich mehr auf volksreligiöse Aktivitäten wie Orakel, Tierkulte und Gebet. Neue architektonische Formen entwickelten sich weiter, wie z. B. überdachte Kioske vor Toren, aufwendigere Säulenstile und der Mammisi, ein Gebäude, das die mythische Geburt eines Gottes feierte. Obwohl sich die Merkmale des späten Tempelstils bereits in der letzten Periode der einheimischen Herrschaft entwickelt hatten, stammen die meisten Beispiele aus der Zeit der Ptolemäer, Griechen, die als Pharaonen fast 300 Jahre lang das Reich regierten.
Nachdem Rom 30 v. Chr. das Ptolemäerreich erobert hatte, übernahmen die Römischen Kaisers die Rolle des Herrschers und Tempelpatrons. Viele Tempel im römischen Ägypten wurden weiterhin im ägyptischen Stil gebaut. Andere, darunter einige, die ägyptischen Göttern geweiht waren – wie der Tempel der Isis in Ras el-Soda – wurden in einem von der römischen Architektur abgeleiteten Stil gebaut.
Der Tempelbau wurde bis ins dritte Jahrhundert nach Christus fortgesetzt. Als das Reich in der Reichskrise des 3. Jahrhunderts schwächer wurde, versiegten die kaiserlichen Spenden an die Tempelkulte, und fast alle Bauarbeiten und Dekorationen wurden eingestellt. Die kultischen Aktivitäten an einigen Stätten wurden fortgesetzt und waren zunehmend auf finanzielle Unterstützung und freiwillige Arbeit aus den umliegenden Gemeinden angewiesen. In den folgenden Jahrhunderten erließen die christlichen Kaiser Dekrete, die heidnischen Kulten und Tempeln zunehmend feindlich gegenüberstanden. Einige Christen griffen Tempel an und zerstörten sie, wie bei der Plünderung des Serapeums und anderer Tempel in Alexandria im Jahr 391 oder 392 n. Chr. Durch eine Kombination aus christlichem Zwang und Geldmangel hörten die Tempel zu verschiedenen Zeiten auf zu existieren. Die letzten Tempelkulte starben im vierten bis sechsten Jahrhundert nach Christus aus, obwohl die Einheimischen einige Stätten noch lange nach dem Ende der regelmäßigen Zeremonien verehrten.

## Konstruktion

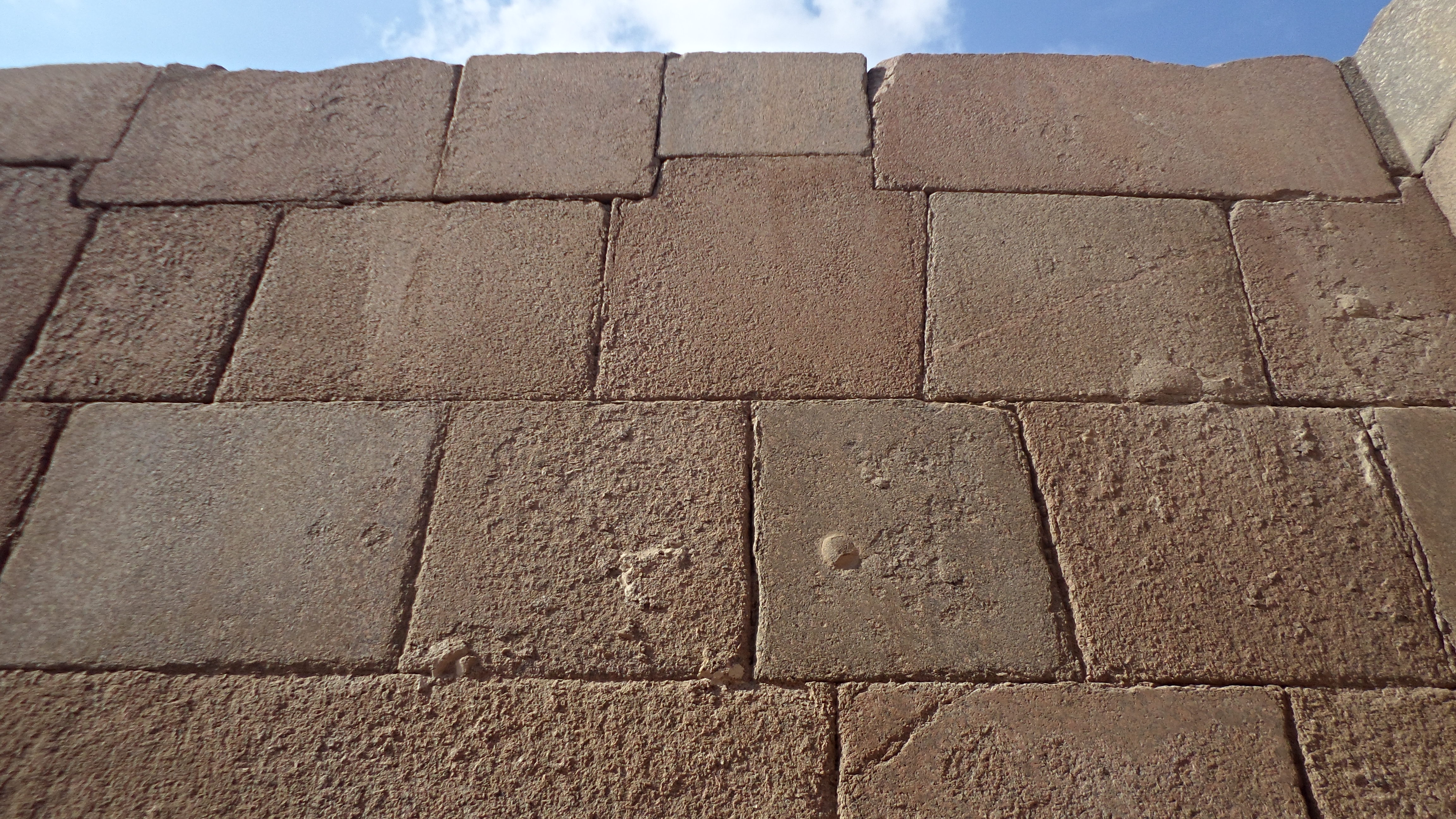
Steinkonstruktion in einer Wand der Taltempel des Chephren. Sechsundzwanzigstes Jahrhundert v. Chr.

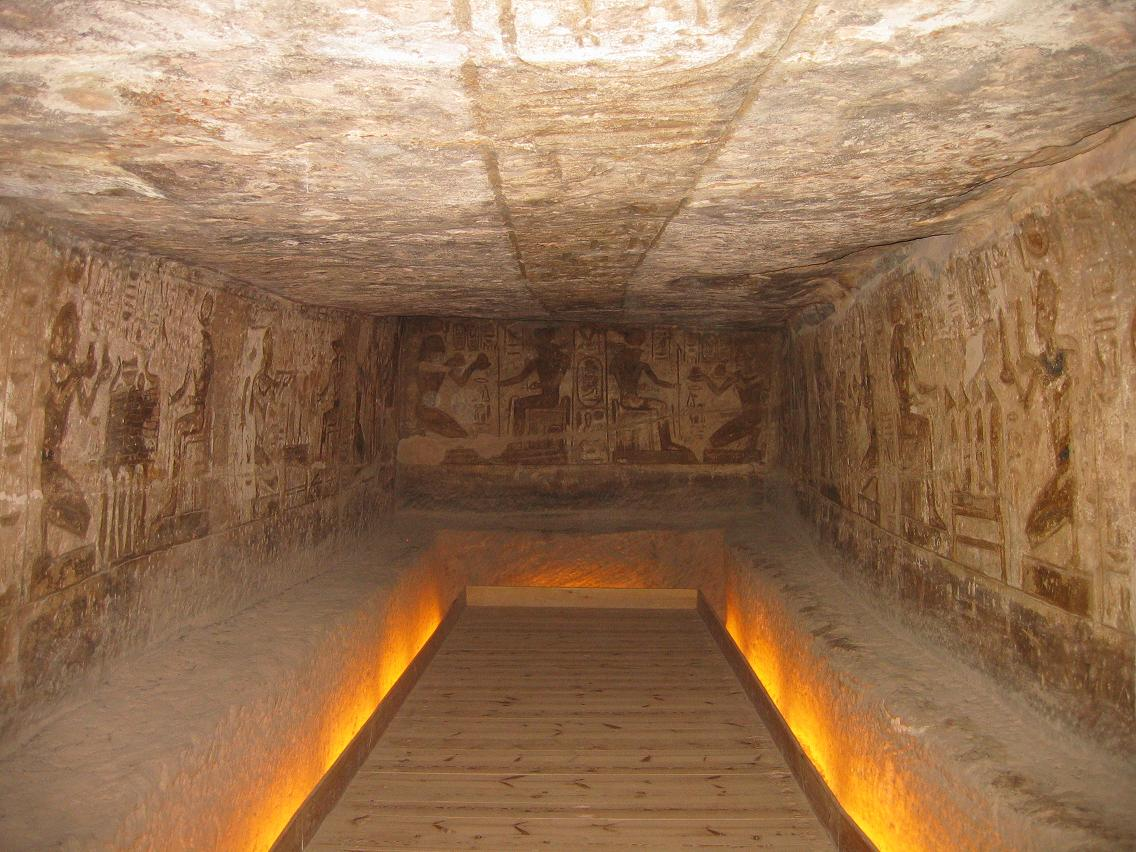
Eine in den Fels gehauene Kammer im Großen Tempel von Abu Simbel. Dreizehntes Jahrhundert v. Chr.

Tempel wurden in ganz Ober- und Unterägypten sowie in ägyptisch kontrollierten Oasen in der Libyschen Wüste bis westlich der Siwa und an Außenposten auf der Sinai-Halbinsel wie dem Timna gebaut. In Zeiten, in denen Ägypten Nubien beherrschte, errichteten ägyptische Herrscher dort auch Tempel, bis hin zum Jebel Barkal im Süden. Die meisten ägyptischen Städte hatten einen Tempel, aber in einigen Fällen, wie bei den Totentempeln oder den Tempeln in Nubien, war der Tempel eine Neugründung auf zuvor leerem Land. Der genaue Standort eines Tempels wurde oft aus religiösen Gründen gewählt; es konnte sich beispielsweise um den mythischen Geburtsort oder die Grabstätte eines Gottes handeln. Die Achse des Tempels konnte auch so gestaltet sein, dass sie mit Orten von religiöser Bedeutung übereinstimmte, wie dem Standort eines benachbarten Tempels oder dem Aufgang der Sonne oder bestimmter Sterne. Der große Tempel von Abu Simbel zum Beispiel ist so ausgerichtet, dass die aufgehende Sonne zweimal im Jahr die Götterstatuen in seinem innersten Raum beleuchtet. Die meisten Tempel waren auf den Nil ausgerichtet, mit einer Achse, die ungefähr in Ost-West-Richtung verlief.
Dem Bau ging eine Reihe aufwendiger Gründungsrituale voraus. Nach der Fertigstellung des Tempels folgte eine weitere Reihe von Ritualen, mit denen der Tempel seinem Schutzgott geweiht wurde. Diese Rituale wurden, zumindest theoretisch, vom König als Teil seiner religiösen Pflichten durchgeführt; in der Tat war nach ägyptischem Glauben jeder Tempelbau symbolisch sein Werk. In Wirklichkeit war es die Arbeit von Hunderten seiner Untertanen, die im Corvée-System eingezogen wurden. Der Bauprozess für einen neuen Tempel oder einen größeren Anbau an einen bestehenden Tempel konnte Jahre oder Jahrzehnte dauern.
Die Verwendung von Stein in ägyptischen Tempeln unterstrich deren Zweck als ewige Häuser für die Götter und unterschied sie von Gebäuden für den Gebrauch der Sterblichen, die aus Lehmziegeln gebaut wurden. Frühe Tempel wurden aus Ziegeln und anderen verderblichen Materialien gebaut, und die meisten Außengebäude der Tempelanlagen blieben während der gesamten ägyptischen Geschichte in Ziegelbauweise errichtet. Für den Tempelbau wurden hauptsächlich Kalkstein und Sandstein verwendet, die in Ägypten weit verbreitet sind; härtere und schwieriger zu bearbeitende Steine wie Granit wurden in kleineren Mengen für einzelne Elemente wie Obeliske verwendet. Der Stein konnte in der Nähe abgebaut oder von anderen Steinbrüchen auf dem Nil verschifft werden.
Tempelbauten wurden auf Fundamenten aus Steinplatten errichtet, die in sandgefüllte Gräben gesetzt wurden. In den meisten Epochen wurden Mauern und andere Bauwerke aus großen Blöcken unterschiedlicher Form errichtet. Die Blöcke wurden in Bahnen verlegt, normalerweise ohne Mörtel. Jeder Stein wurde so bearbeitet, dass er zu seinen Nachbarn passte, sodass quaderförmige Blöcke entstanden, deren ungleichmäßige Formen ineinander griffen. Das Innere der Mauern wurde oft mit weniger Sorgfalt aus rauen, minderwertigen Steinen gebaut. Um Bauwerke oberhalb des Bodens zu errichten, benutzten die Arbeiter Rampen aus verschiedenen Materialien wie Lehm, Ziegeln oder grobem Stein. Bei der Schneiden von Kammern in den lebenden Felsen gruben die Arbeiter von oben nach unten, indem sie in der Nähe der Decke einen Kriechraum aushöhlten und bis zum Boden hinunterschnitten. Nach Fertigstellung der Tempelstruktur wurden die rauen Seiten der Steine bearbeitet, um eine glatte Oberfläche zu schaffen. Zur Verzierung dieser Oberflächen wurden Reliefs in den Stein gehauen oder, wenn der Stein von zu schlechter Qualität zum Schnitzen war, eine Gipsschicht, die die Steinoberfläche bedeckte. Die Reliefs wurden dann mit Vergoldung, Einlegearbeit oder Farbe verziert. Die Farben waren in der Regel Mischungen aus mineralischen Pigmenten mit einer Art Klebstoff, möglicherweise Naturgummi.
Der Tempelbau endete nicht mit der Fertigstellung des ursprünglichen Plans; die Pharaonen bauten häufig verfallene Tempelanlagen wieder auf, ersetzten sie oder ergänzten die noch bestehenden. Im Zuge dieser Erweiterungen wurden häufig alte Tempelbauten abgerissen, um sie als Füllmaterial für die Innenräume der neuen Strukturen zu verwenden. In seltenen Fällen mag dies daran gelegen haben, dass die alten Bauten oder ihre Erbauer zum Anathema geworden waren, wie bei Echnatons Tempeln, doch in den meisten Fällen scheint der Grund dafür Bequemlichkeit gewesen zu sein. Solche Erweiterungen und Abrisse konnten den ursprünglichen Tempelplan beträchtlich verzerren, wie es beim riesigen Bezirk des Amun-Re in Karnak der Fall war, der zwei sich kreuzende Achsen und mehrere Satellitentempel entwickelte.

## Gestaltung und Dekoration

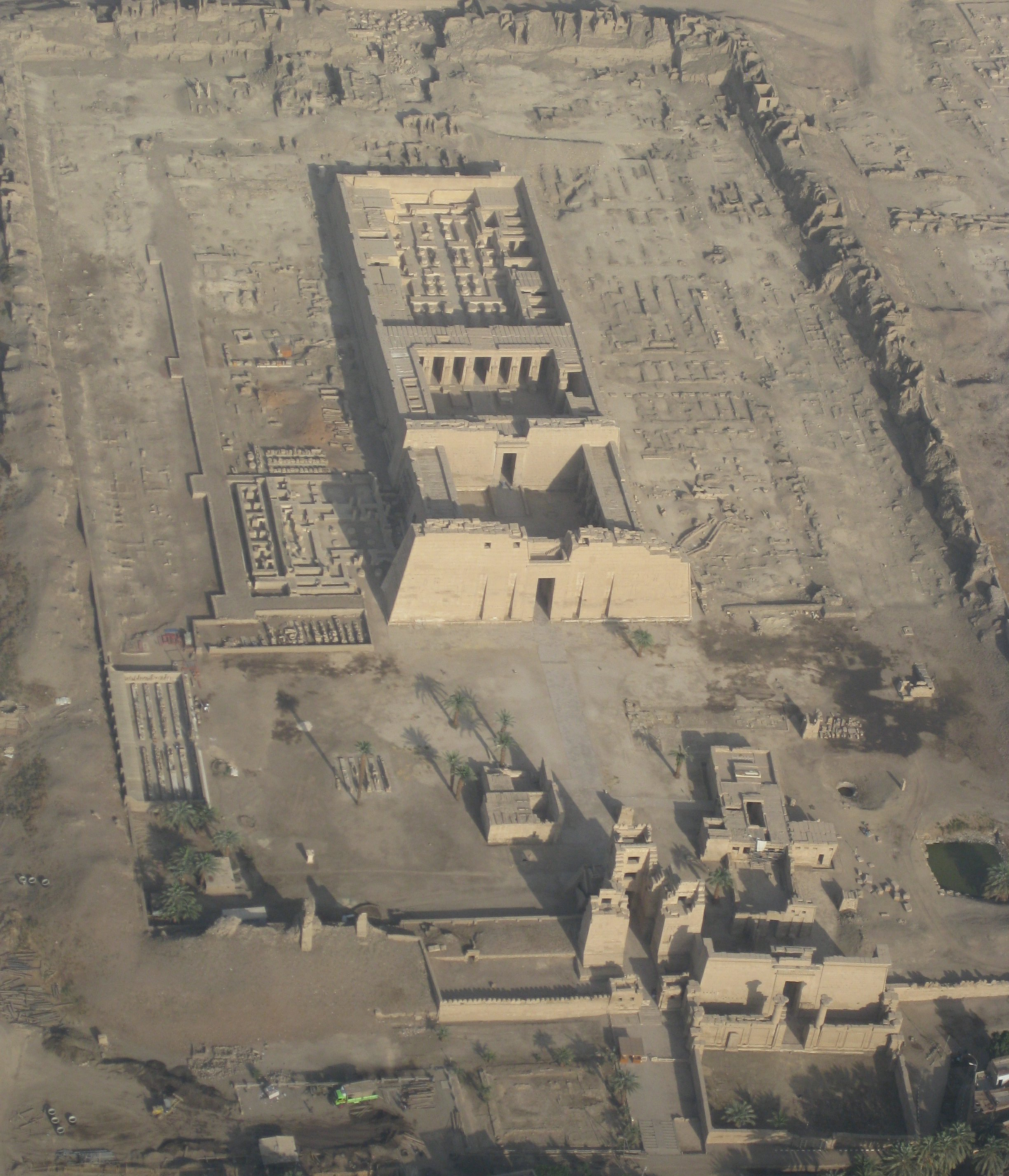
Der Tempel von Ramses III. in Medinet Habu, umgeben von den Resten von Nebenbauten. Zwölftes Jahrhundert v. Chr.

Wie die gesamte altägyptische Architektur betonten auch die ägyptischen Tempelentwürfe Ordnung, Symmetrie und Monumentalität und kombinierten geometrische Formen mit stilisierten organischen Motiven. Elemente des Tempeldesigns spielten auch auf die Form der frühesten ägyptischen Gebäude an. Die Cavetto-Gesimse an den Mauerkronen wurden beispielsweise so gestaltet, dass sie Reihen von Palmwedeln imitierten, die an archaischen Mauern angebracht waren, während die torusförmigen Zierleisten entlang der Mauerkanten möglicherweise auf die in solchen Gebäuden verwendeten Holzpfosten zurückgingen. Die Batterie der Außenwände diente zwar teilweise der Stabilität, war aber auch ein Überbleibsel archaischer Bauweisen. Die Grundrisse von Tempeln waren in der Regel um eine Achse zentriert, die vom Heiligtum aus leicht geneigt zum Tempeleingang hinunterführte. In dem voll entwickelten Muster, das im Neuen Reich und später verwendet wurde, diente der für Festprozessionen verwendete Weg – eine breite Allee, die mit großen Toren unterbrochen war – als diese zentrale Achse. Der Weg war in erster Linie für die Götter bestimmt, wenn sie sich außerhalb des Heiligtums bewegten; bei den meisten Gelegenheiten benutzten die Menschen kleinere Seitentüren. Die typischen Teile eines Tempels, wie säulengefüllte Hypostylhallen, offene Peristylhöfe und hoch aufragende Eingangs-Pylone, waren entlang dieses Weges in traditioneller, aber flexibler Reihenfolge angeordnet. Außerhalb des eigentlichen Tempelgebäudes umschlossen die Außenmauern zahlreiche Nebengebäude. Der gesamte von diesen Mauern umschlossene Bereich wird manchmal als Temenos bezeichnet, der heilige Bezirk, der dem Gott geweiht ist.
Abgesehen von der entstellenden Wirkung zusätzlicher Bauten konnte das Tempelmuster erheblich variieren. Viele Tempel, die sogenannten Hypogäen, waren vollständig in den lebenden Fels gehauen, wie in Abu Simbel, oder hatten in den Fels gehauene Innenkammern mit gemauerten Höfen und Pylonen, wie in Wadi as-Subu'. Sie waren ähnlich aufgebaut wie freistehende Tempel, hatten aber als Innenräume keine Gebäude, sondern ausgehobene Kammern. In einigen Tempeln, wie den Totentempeln von Deir el-Bahari, verlief der Prozessionsweg nicht auf einer einzigen Ebene, sondern über eine Reihe von Terrassen. Der ptolemäische Tempel von Kom Ombo wurde mit zwei Hauptheiligtümern gebaut, die zwei parallele Achsen bilden, die sich über die gesamte Länge des Gebäudes erstrecken. Der eigenwilligste Tempelstil war der der von Echnaton in Akhetaten errichteten Aton-Tempel, bei dem die Achse durch eine Reihe von völlig offenen, mit Altären gefüllten Höfen verlief.
Das traditionelle Design war eine höchst symbolische Variante der Sakralarchitektur. Es handelte sich um eine stark ausgearbeitete Variante des ägyptischen Hauses, die seine Rolle als Heim des Gottes widerspiegelte. Außerdem stellte der Tempel ein Stück des göttlichen Reiches auf der Erde dar. Das erhöhte, geschlossene Heiligtum wurde im ägyptischen Mythos mit dem heiligen Hügel, auf dem die Welt erschaffen wurde, und mit der Grabkammer eines Grabes gleichgesetzt, in der das Ba oder der Geist des Gottes sein Kultbild bewohnte, so wie ein menschliches Ba seine Mumie bewohnte. Dieser entscheidende Ort, so glaubten die Ägypter, musste von der unreinen Außenwelt abgeschirmt sein. Je weiter man sich dem Heiligtum näherte, desto mehr nahm das Licht von außen ab und desto mehr wurde eingeschränkt, wer den Tempel betreten durfte. Der Tempel konnte aber auch die Welt selbst repräsentieren. Der Prozessionsweg könnte daher für den Weg der Sonne über den Himmel stehen und das Heiligtum für den Duat, wo die Sonne nachts untergeht und wiedergeboren wird. Der Raum außerhalb des Gebäudes wurde somit mit den Wassern des Chaos gleichgesetzt, die außerhalb der Welt lagen, während der Tempel die Ordnung des Kosmos und den Ort darstellte, an dem diese Ordnung ständig erneuert wurde.

### Innere Kammern

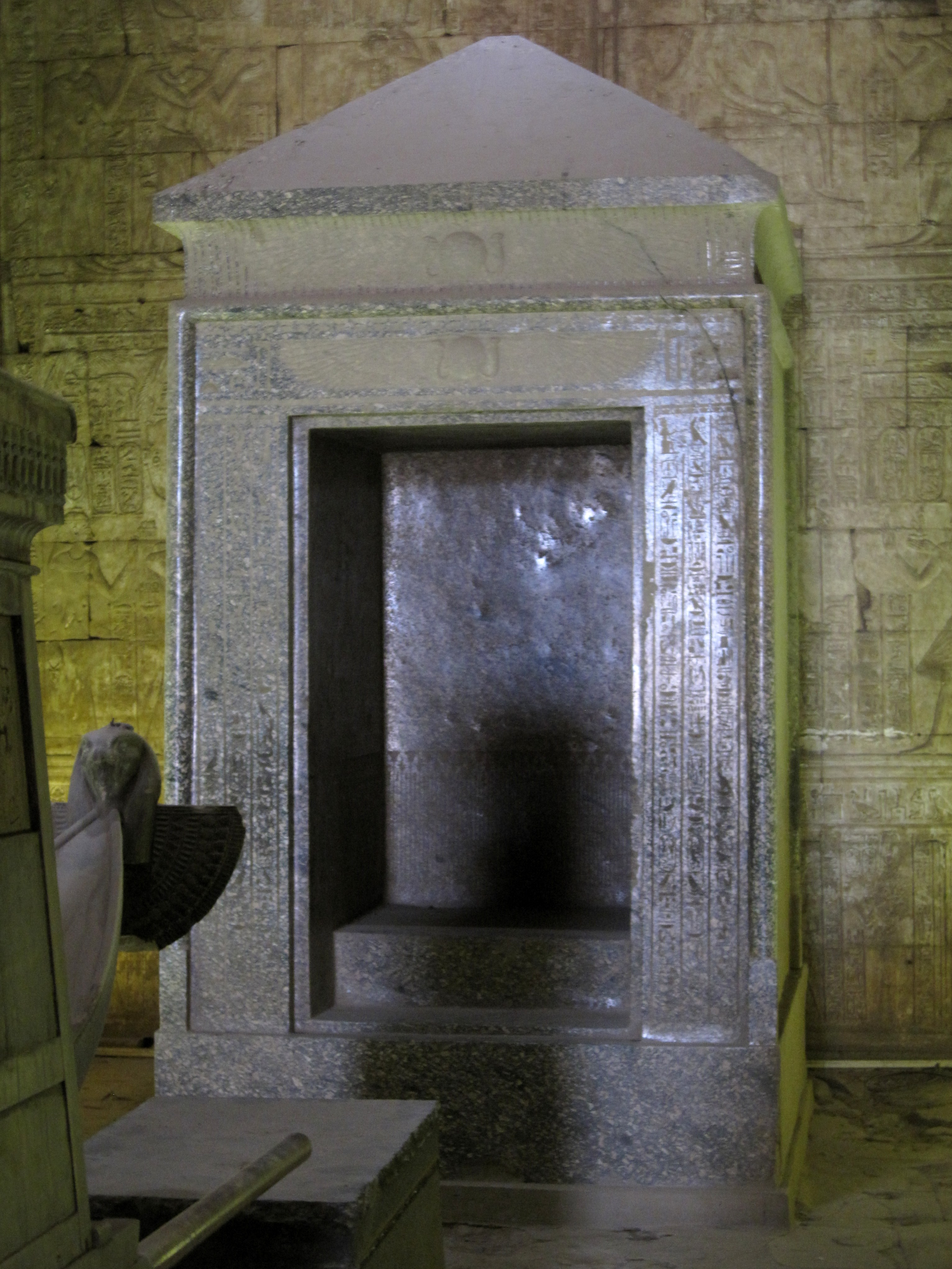
Schrein in der Cella des Tempel von Edfu. Viertes bis drittes Jahrhundert v. Chr.

Die inneren Räume des Tempels konzentrierten sich auf das Heiligtum des Hauptgottes des Tempels, das sich in der Regel entlang der Achse nahe der Rückseite des Tempels befand, in Pyramidentempeln direkt an der Pyramidenbasis. Das Heiligtum war der Mittelpunkt des Tempelrituals, der Ort, an dem sich die göttliche Gegenwart am stärksten manifestierte. Die Form, in der sie sich manifestierte, war unterschiedlich. In Aton-Tempeln und traditionelle Sonnenheiligtümer war das Objekt des Rituals die Sonne selbst oder ein Benben-Stein, der die Sonne darstellte und in einem zum Himmel offenen Hof verehrt wurde. In vielen Totentempeln befanden sich in den inneren Bereichen Statuen des verstorbenen Pharaos oder eine Scheintür, durch die sein Ba („Persönlichkeit“) erscheinen sollte, um Opfergaben zu empfangen. In den meisten Tempeln stand das Kultbild im Mittelpunkt: eine Statue des Tempelgottes, von der man glaubte, dass das Ba dieses Gottes sie bewohnte, während er mit den Menschen interagierte. Das Heiligtum in diesen Tempeln enthielt entweder einen Naos, einen kabinettartigen Schrein, der das göttliche Bildnis beherbergte, oder eine modellierte Barke, die das Bildnis in ihrer Kabine enthielt und bei Festumzügen zum Tragen des Bildnisses verwendet wurde. In einigen Fällen kann das Heiligtum mehrere Kultstatuen beherbergt haben. Um den heiligen Charakter des Heiligtums zu betonen, wurde es in völliger Dunkelheit gehalten. Während das Heiligtum in früheren Zeiten ganz hinten im Gebäude lag, wurde es in der Spät- und Ptolemäerzeit zu einem frei stehenden Gebäude innerhalb des Tempels, das durch die umgebenden Gänge und Räume noch weiter von der Außenwelt abgeschirmt wurde.
Nebenkapellen, die den mit dem Hauptgott verbundenen Gottheiten gewidmet waren, befanden sich an den Seiten der Hauptkapelle. Wenn der Hauptgott des Tempels männlich war, waren die Nebenkapellen oft der mythologischen Gefährtin und dem Kind dieses Gottes gewidmet. Die Nebenkapellen in Totentempeln waren Göttern gewidmet, die mit dem Königtum verbunden waren.
Mehrere andere Räume grenzen an das Heiligtum. Viele dieser Räume dienten zur Aufbewahrung von zeremoniellen Geräten, rituellen Texten oder Wertgegenständen des Tempels; andere hatten spezifische rituelle Funktionen. Der Raum, in dem der Gottheit Opfergaben dargebracht wurden, war oft vom eigentlichen Heiligtum getrennt, und in Tempeln ohne Barke im Heiligtum gab es einen separaten Schrein zur Aufbewahrung der Barke. In späten Tempeln konnten sich die Ritualräume auf Kapellen auf dem Dach und Krypten unter dem Boden erstrecken. Schließlich gab es in der Außenwand an der Rückseite des Tempels oft Nischen für Laien, um zum Tempelgott zu beten, so nah wie möglich an seine Wohnstätte heranzukommen.

### Hallen und Gerichte

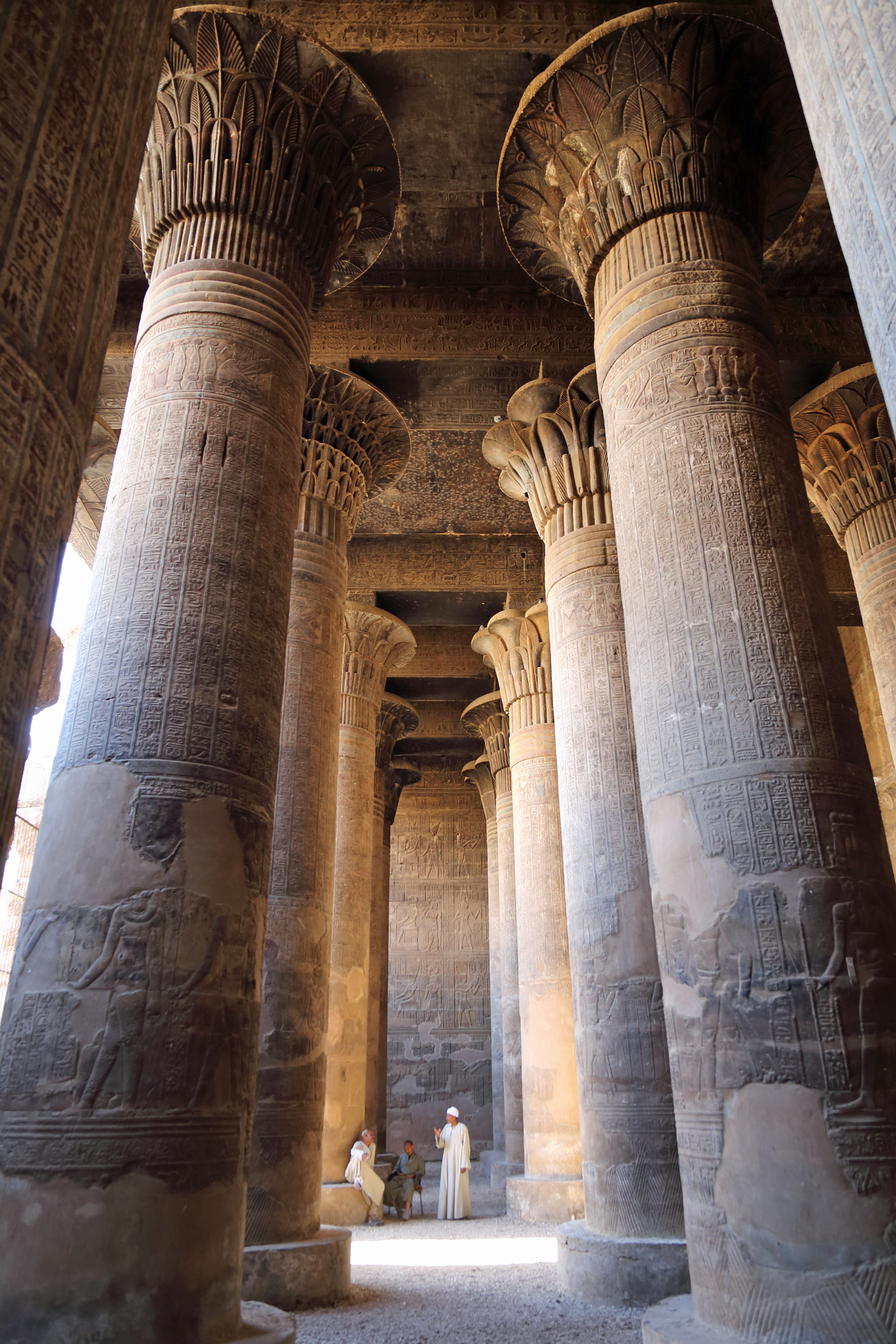
Hypostylische Halle des Esna-Tempels. Erstes Jahrhundert n. Chr.

Hypostylische Hallen, überdachte, mit Säulen gefüllte Räume, tauchen in der gesamten ägyptischen Geschichte in Tempeln auf. Im Neuen Reich lagen sie typischerweise direkt vor dem Heiligtumsbereich. Diese Hallen waren weniger eingeschränkt als die inneren Räume und zumindest in einigen Fällen für Laien zugänglich. Oft waren sie auch weniger dunkel: Die Säle des Neuen Reichs erhoben sich in hohen Mittelgängen über dem Prozessionsweg, sodass ein Obergaden für gedämpftes Licht sorgen konnte. Der Inbegriff dieses Stils ist die große Hypostylhalle in Karnak, deren größte Säulen 21 m hoch sind. In späteren Epochen bevorzugten die Ägypter einen anderen Hallenstil, bei dem eine niedrige Sichtschutzwand an der Vorderseite das Licht hereinlässt. Die schattigen Hallen, deren Säulen oft Pflanzen wie Lotus oder Papyrus nachempfunden waren, standen symbolisch für den mythologischen Sumpf, der den Urhügel zur Zeit der Schöpfung umgab. Die Säulen könnten auch mit den Säulen gleichgesetzt werden, die in der ägyptischen Kosmologie den Himmel hielten.
Hinter der Hypostylhalle befanden sich ein oder mehrere zum Himmel hin offene Peristylhöfe. Diese offenen Höfe, die seit dem Alten Reich Teil der ägyptischen Tempelbauweise waren, wurden im Standardplan des Neuen Reiches zu Übergangsbereichen, die zwischen dem öffentlichen Raum außerhalb des Tempels und den engeren Bereichen im Inneren lagen. Hier traf sich die Öffentlichkeit mit den Priestern und versammelte sich bei Festen. An der Vorderseite jedes Hofes befand sich gewöhnlich ein Pylon, ein Paar trapezförmiger Türme, die das Haupttor flankierten. Der Pylon ist nur von vereinzelten Beispielen im Alten und Mittleren Reich bekannt, aber im Neuen Reich wurde er schnell zu der markanten und imposanten Fassade, die den meisten ägyptischen Tempeln gemeinsam war. Der Pylon diente symbolisch als Wachturm gegen die Kräfte der Unordnung und sollte möglicherweise auch Akhet, der Hieroglyphe für „Horizont“, ähneln, was die Sonnensymbolik des Tempels unterstreicht.
An der Vorderseite jedes Pylons befanden sich Nischen für Fahnenstangenpaare. Im Gegensatz zu den Pylonen standen solche Fahnen schon seit den frühesten prädynastischen Heiligtümern an den Tempeleingängen. Sie waren so eng mit der Anwesenheit einer Gottheit verbunden, dass die Hieroglyphe für sie für das ägyptische Wort für „Gott“ stand.

### Gehäuse
Außerhalb des Tempelgebäudes befand sich die eigentliche Tempelanlage, die von einer rechteckigen Ziegelmauer umgeben war, die den heiligen Raum symbolisch vor Unruhen von außen schützte. Gelegentlich war diese Funktion mehr als nur symbolisch, vor allem während der letzten einheimischen Dynastien im vierten Jahrhundert v. Chr., als die Mauern für den Fall einer Invasion durch das Achämenidenreich vollständig befestigt wurden. In späten Tempeln hatten diese Mauern häufig abwechselnd konkave und konvexe Ziegelschichten, sodass die Oberseite der Mauer vertikal gewellt war. Dieses Muster sollte möglicherweise an die mythologischen Wasser des Chaos erinnern.

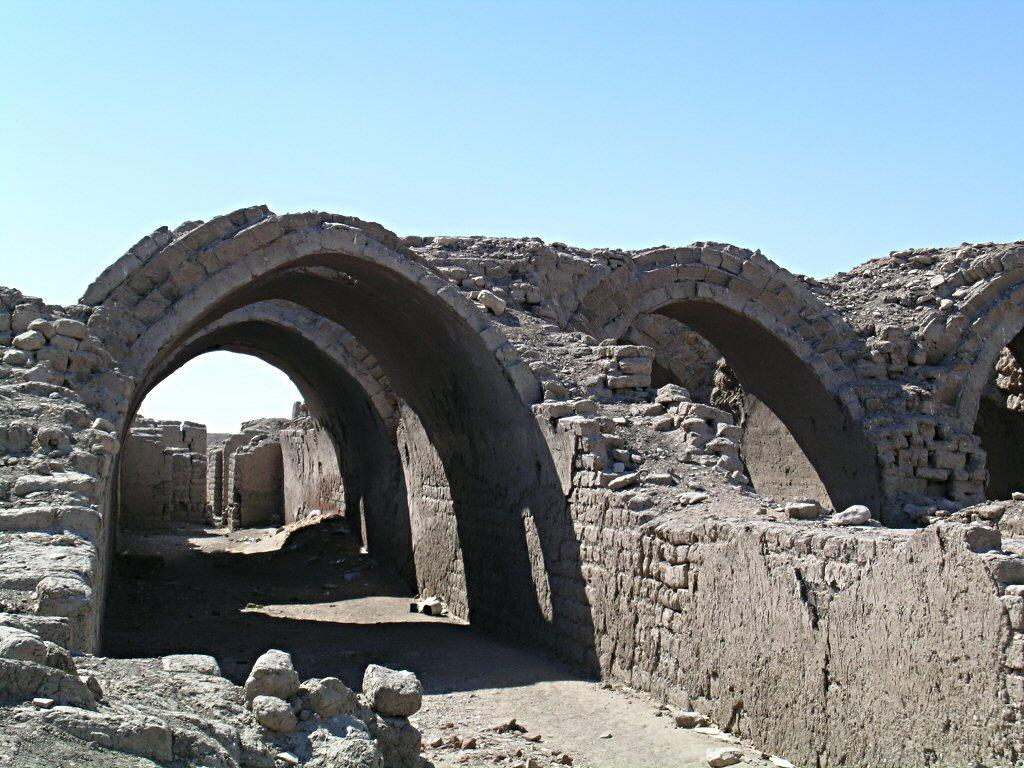
Ziegelspeicher im Ramesseum. Dreizehntes Jahrhundert v. Chr.

Die Mauern umschlossen zahlreiche Gebäude, die mit der Funktion des Tempels zusammenhingen. Einige Anlagen enthalten Satellitenkapellen, die Gottheiten gewidmet sind, die mit dem Tempelgott verbunden sind, einschließlich Mammisis, die die Geburt des mythologischen Kindes des Gottes feiern. Heilige Seen, die in vielen Tempelanlagen zu finden sind, dienten als Reservoirs für das in Ritualen verwendete Wasser, als Orte der rituellen Reinigung der Priester und als Darstellungen des Wassers, aus dem die Welt entstanden ist.
Totentempel enthalten manchmal einen Palast für den Geist des Königs, dem der Tempel geweiht war, der an das eigentliche Tempelgebäude angebaut ist. Der Totentempel des Sethos I. in Abydos enthält ein ungewöhnliches unterirdisches Bauwerk, das Osireion, das möglicherweise als symbolische Grabstätte für den König diente. In einigen Tempeln befanden sich Sanatorien, in denen Kranke auf Heilungsträume des Gottes warten konnten. Andere Tempelbauten enthielten Küchen, Werkstätten und Lagerhäuser zur Versorgung des Tempelbedarfs.
Besonders wichtig war das pr ꜥnḫ „Haus des Lebens“, in dem der Tempel seine religiösen Texte, einschließlich der für Tempelrituale verwendeten, redigierte, kopierte und aufbewahrte. Das Haus des Lebens fungierte auch als allgemeines Bildungszentrum, das Werke zu nicht-religiösen Themen wie Geschichte, Geografie, Astronomie und Medizin enthielt. Obwohl diese Nebengebäude eher profanen Zwecken dienten als der eigentliche Tempel, hatten sie dennoch eine religiöse Bedeutung; sogar Kornkammern konnten für bestimmte Zeremonien genutzt werden.
Durch die Umfassungsmauer verlief der Prozessionsweg, der vom Tempeleingang durch das Haupttor in der Umfassungsmauer führte. Der Weg war häufig mit Sphinxstatuen geschmückt und wurde von Barkenstationen unterbrochen, wo die Priester, die die Festbarke trugen, diese während der Prozession zum Ausruhen abstellen konnten. Der Prozessionsweg endete in der Regel an einem Kai am Nil, der als Eingang für Besucher auf dem Fluss und als Ausgang für die Festprozession diente, wenn sie auf dem Wasserweg reiste. In Pyramidentempeln des Alten Reiches grenzte der Kai an einen ganzen Tempel (den Taltempel), der durch den Prozessionsdamm mit dem Pyramidentempel verbunden war.

### Dekoration
Das Tempelgebäude war aufwändig mit Reliefs und frei stehenden Skulpturen geschmückt, die alle eine religiöse Bedeutung hatten. Wie bei der Kultstatue glaubte man, dass die Götter in diesen Bildern gegenwärtig waren und den Tempel mit heiliger Kraft erfüllten. Symbole von Orten in Ägypten oder Teilen des Kosmos verstärkten die bereits in der Tempelarchitektur vorhandene mythische Geografie. Bilder von Ritualen dienten dazu, die magische Wirkung der Rituale zu verstärken und diese auch dann aufrechtzuerhalten, wenn die Rituale nicht mehr durchgeführt wurden. Aufgrund ihres religiösen Charakters zeigten diese Dekorationen eine idealisierte Version der Realität, die eher den Zweck des Tempels als reale Ereignisse verkörperte. So wurde beispielsweise der König bei den meisten Ritualen gezeigt, während die Priester, wenn sie abgebildet waren, eine untergeordnete Rolle spielten. Dass er bei diesen Zeremonien selten anwesend war, spielte keine Rolle; es ging um seine Rolle als Vermittler zu den Göttern.

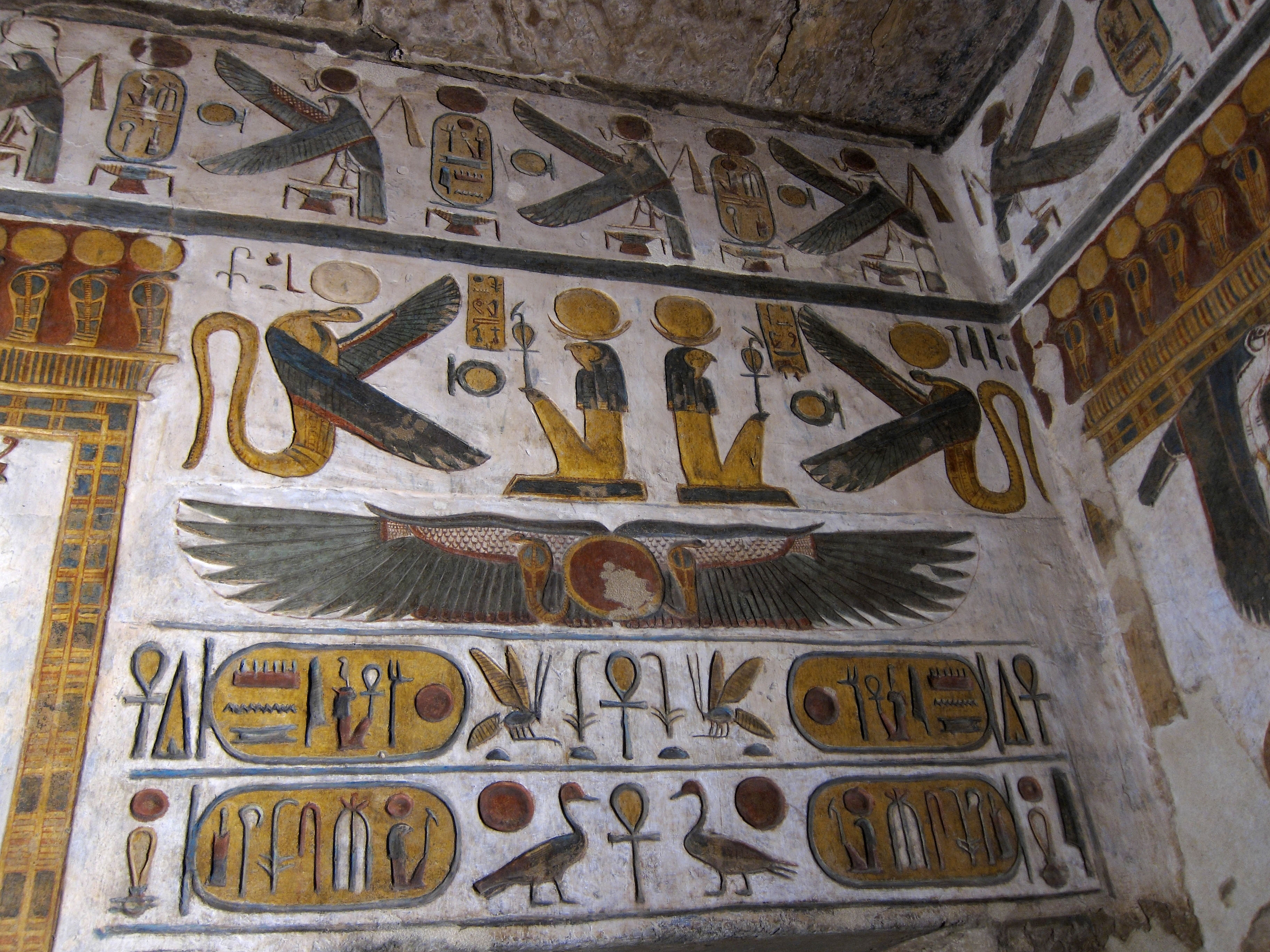
Bemaltes Relief im Tempel des Chons in Karnak. Zwölftes Jahrhundert v. Chr.

Die wichtigste Form der Dekoration war das Relief. Das Relief wurde im Laufe der Zeit immer umfangreicher, und in den späten Tempeln wurden Wände, Decken, Säulen und Balken verziert, ebenso wie frei stehende Stelen, die innerhalb der Umfriedung errichtet wurden. Die ägyptischen Künstler verwendeten sowohl Flachreliefs als auch versenkte Reliefs.
Das Flachrelief erlaubte eine subtilere künstlerische Gestaltung, erforderte aber mehr Schnitzarbeit als das versenkte Relief. Das Flachrelief wurde daher bei härteren, schwierigeren Steinen verwendet und wenn die Baumeister schnell fertig werden wollten. Es war auch für Außenflächen geeignet, wo die Schatten, die es erzeugte, die Figuren im hellen Sonnenlicht hervortreten ließen. Fertige Reliefs wurden mit den Grundfarben Schwarz, Weiß, Rot, Gelb, Grün und Blau bemalt, obwohl die Künstler oft Pigmente mischten, um andere Farben zu erzeugen, und ptolemäische Tempel waren besonders vielfältig und verwendeten ungewöhnliche Farben wie Purpur als Akzente. In einigen Tempeln ersetzten Vergoldungen oder Einlegearbeiten aus farbigem Glas oder Fayence die Farbe.
Die Tempeldekoration gehört zu den wichtigsten Informationsquellen über das alte Ägypten. Sie enthält Kalender von Festen, Berichte über Mythen, Darstellungen von Ritualen und Texte von Hymnen. Pharaonen hielten ihre Tempelbautätigkeit und ihre Feldzüge gegen die Feinde Ägyptens fest. Die ptolemäischen Tempel gehen noch weiter und enthalten Informationen aller Art aus Tempelbibliotheken. Die Dekoration eines Raumes stellt entweder die dort ausgeführten Handlungen dar oder steht in einem symbolischen Zusammenhang mit dem Zweck des Raumes, was eine Vielzahl von Informationen über die Tempelaktivitäten liefert. Die Innenwände waren in mehrere Register unterteilt. Die untersten Register waren mit Pflanzen verziert, die den urzeitlichen Sumpf darstellten, während die Decken und Oberseiten der Wände mit Sternen und fliegenden Vögeln verziert waren, um den Himmel darzustellen. Illustrationen von Ritualen, umgeben von Texten, die sich auf die Rituale bezogen, füllten oft die mittleren und oberen Register. In Höfen und an Außenwänden wurden oft die militärischen Taten des Königs dargestellt. Der Pylon zeigte die „Prügelszene“, ein Motiv, in dem der König seine Feinde niederschlägt und damit den Sieg über die Kräfte des Chaos symbolisiert.
Der Text an den Wänden war die formale Hieroglyphenschrift. Einige Texte wurden in einer „kryptographischen“ Form geschrieben, wobei die Symbole auf eine andere Weise als die normalen Konventionen der Hieroglyphenschrift verwendet wurden. Der kryptografische Text wurde in ptolemäischer Zeit weiter verbreitet und komplexer. Auch an den Tempelwänden finden sich häufig geschriebene oder gezeichnete Graffiti, sowohl in modernen als auch in antiken Sprachen wie Griechisch, Latein und Demotisch, der in griechisch-römischer Zeit gebräuchlichen Form des Ägyptischen. Obwohl Graffiti nicht zur formalen Ausschmückung eines Tempels gehören, können sie eine wichtige Quelle für Informationen über die Geschichte des Tempels sein, und zwar sowohl für die Zeit, in der die Kulte funktionierten, als auch für die Zeit, in der er nicht mehr genutzt wurde. Antike Graffiti erwähnen zum Beispiel oft die Namen und Titel der Priester, die im Tempel arbeiteten, und moderne Reisende schrieben oft ihre Namen in die Tempel, die sie besuchten. Zu den Graffiti, die von Priestern und Pilgern in Philae hinterlassen wurden, gehören der letzte antike Hieroglyphentext aus dem Jahr 394 n. Chr. und das letzte Graffito in demotischer Schrift aus dem Jahr 452 n. Chr.
Zu den Großplastiken gehörten Obelisken, hohe, spitze Säulen, die die Sonne symbolisierten. Der größte, der lateranischer Obelisk, war mehr als 36 m hoch. Sie wurden oft paarweise vor Pylonen oder an anderen Stellen entlang der Tempelachse aufgestellt. Ähnlich aufgestellte Königsstatuen erreichten ebenfalls kolossale Ausmaße; die Memnonkolosse im Tempel des Amenophis III. und die Statue von Ramses II. im Ramesseum sind die größten frei stehenden Statuen des alten Ägyptens. Außerdem gab es Götterfiguren, oft in Form von Sphinxen, die als symbolische Wächter des Tempels dienten. Die zahlreichsten Statuen waren Votivfiguren, die dem Tempel von Königen, Privatpersonen oder sogar Städten gestiftet wurden, um göttliche Gunst zu erlangen. Sie konnten den Gott darstellen, dem sie gewidmet waren, oder die Personen, die die Statue gestiftet hatten, oder beides. Die wichtigsten Tempelstatuen waren die Kultbilder, die in der Regel aus kostbaren Materialien wie Gold und Lapislazuli gefertigt oder damit verziert waren.

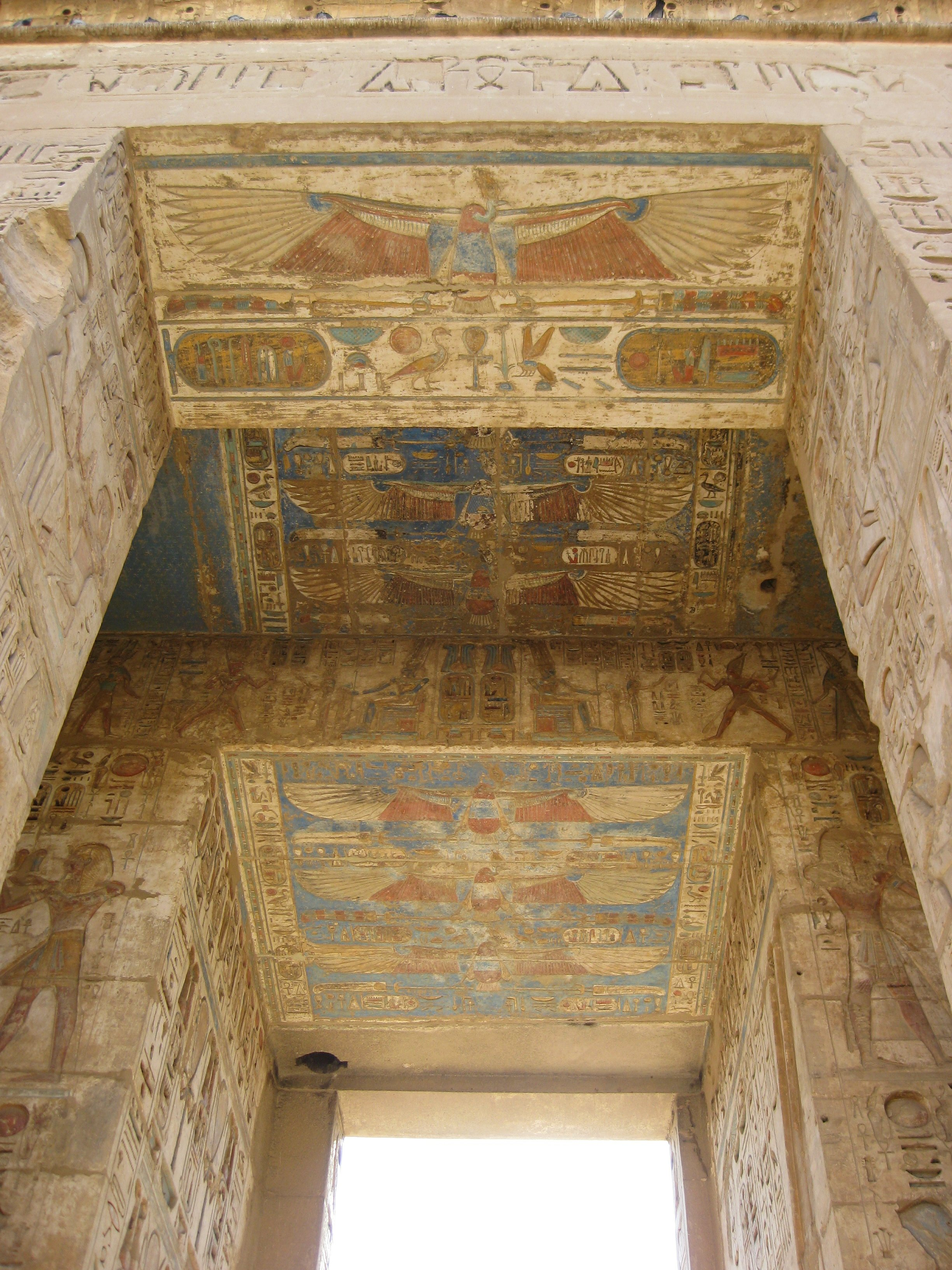
Bemalte Reliefs an Türrahmen und Decken in Medinet Habu. Zwölftes Jahrhundert v. Chr.
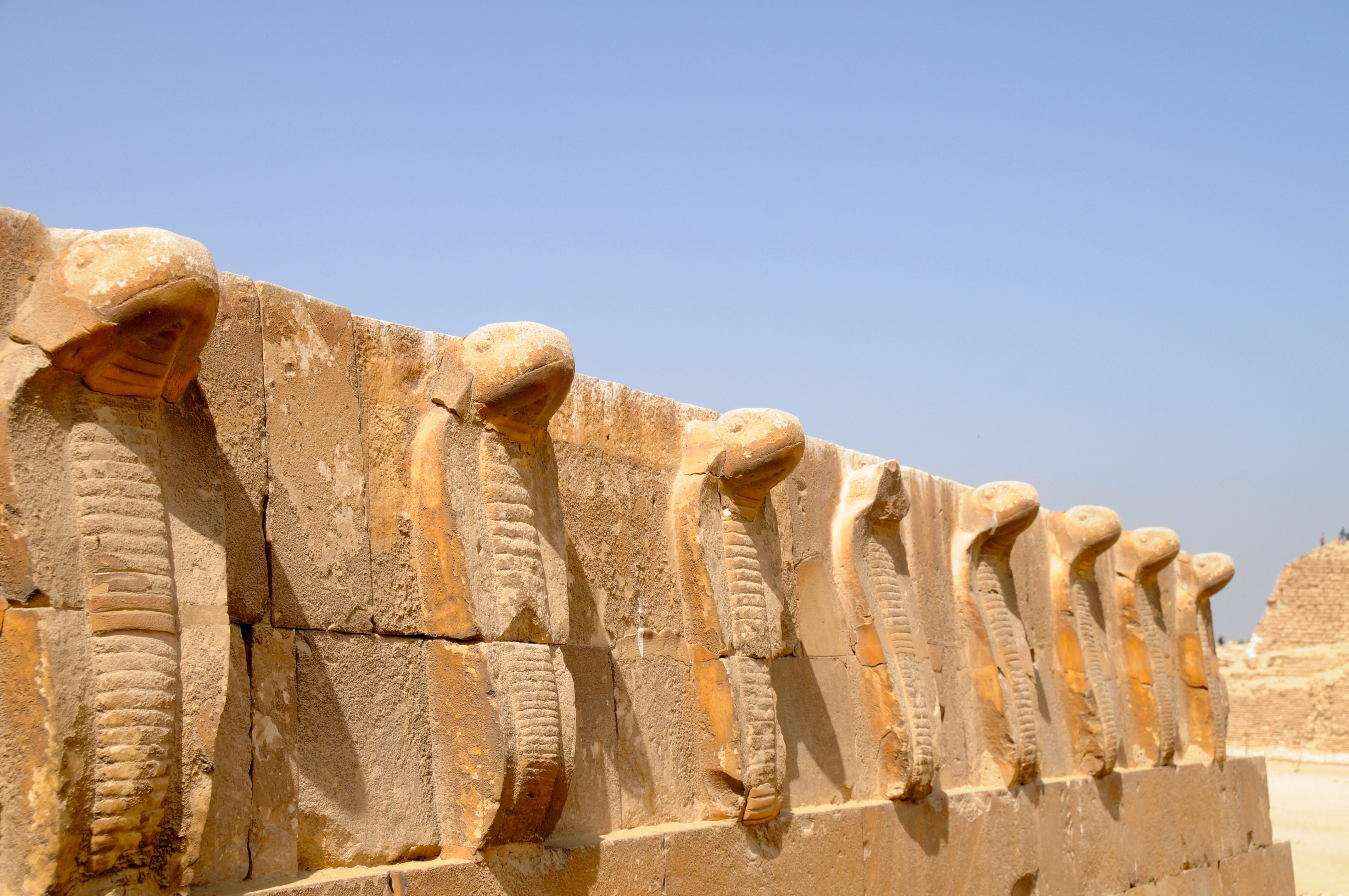
Fries aus skulptierten Uraei oder sich aufbäumenden Kobras, oben an einer Wand der Pyramidenkomplex des Djoser. Achtundzwanzigstes Jahrhundert v. Chr.
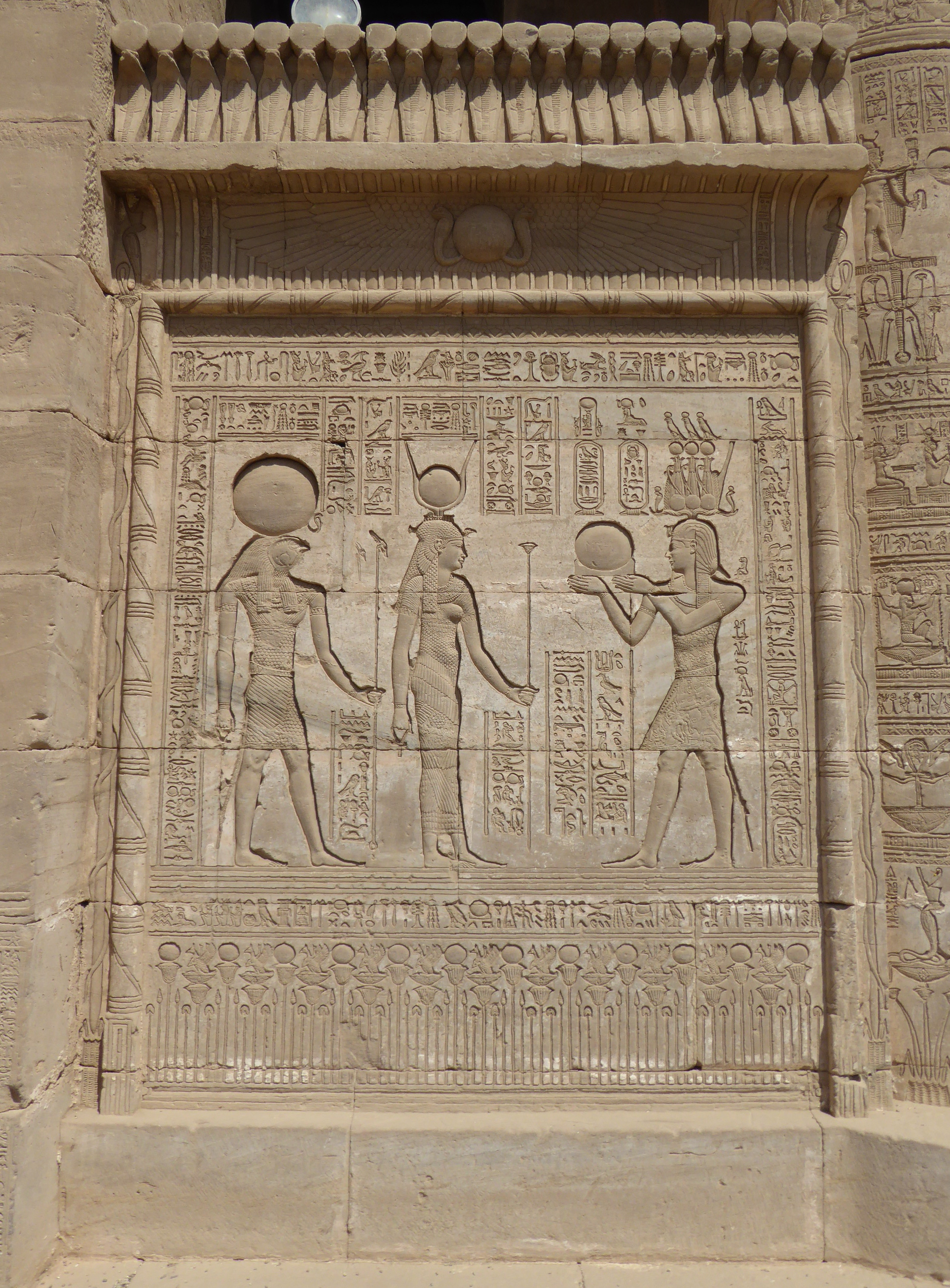
Relief auf einer Stellwand zwischen Säulen in Dendera, mit Abbildungen von Sumpfpflanzen am Sockel, Torusleisten, die das Relief einrahmen, und einem Hohlkehlgesims mit einem Flügelsonnesemblem, das von einem Fries aus Uräen gekrönt wird. Erstes bis zweites Jahrhundert n. Chr.
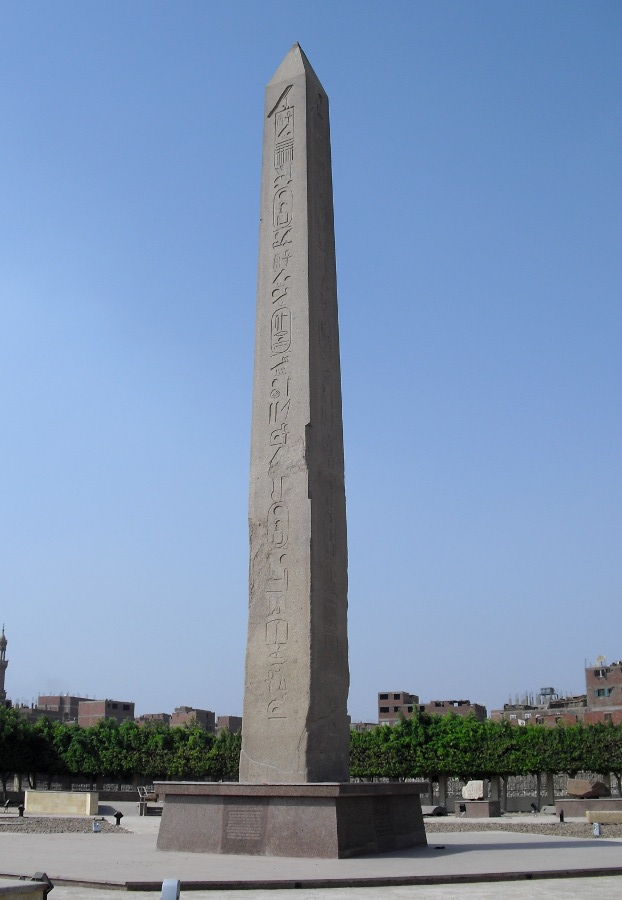
Obelisk von Sesostris I. in Heliopolis. Zwanzigstes Jahrhundert v. Chr.
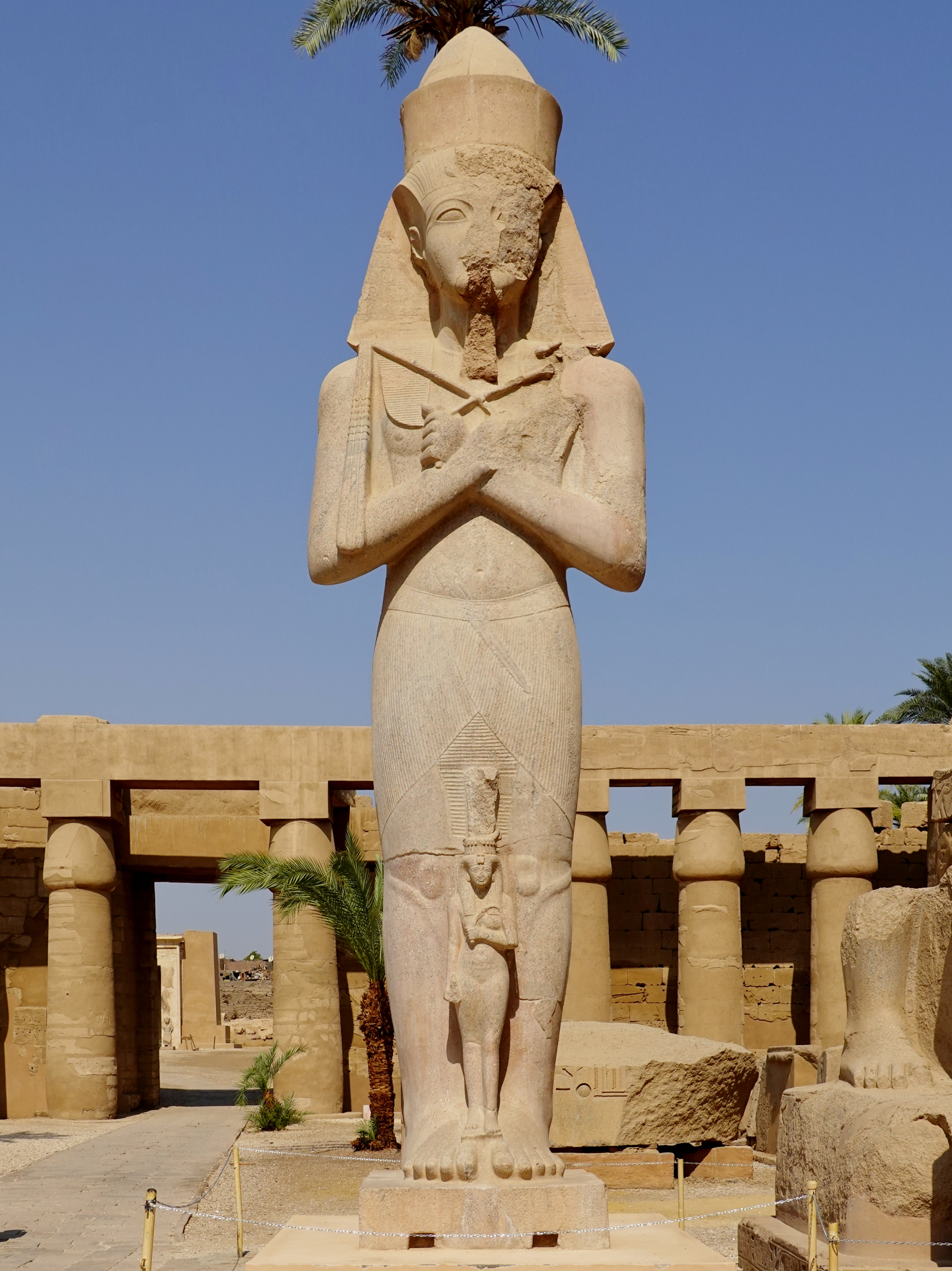
Statue von Pinudjem I., dem Hoherpriester des Amun in Karnak, als Pharao. Elftes Jahrhundert v. Chr.

## Personal

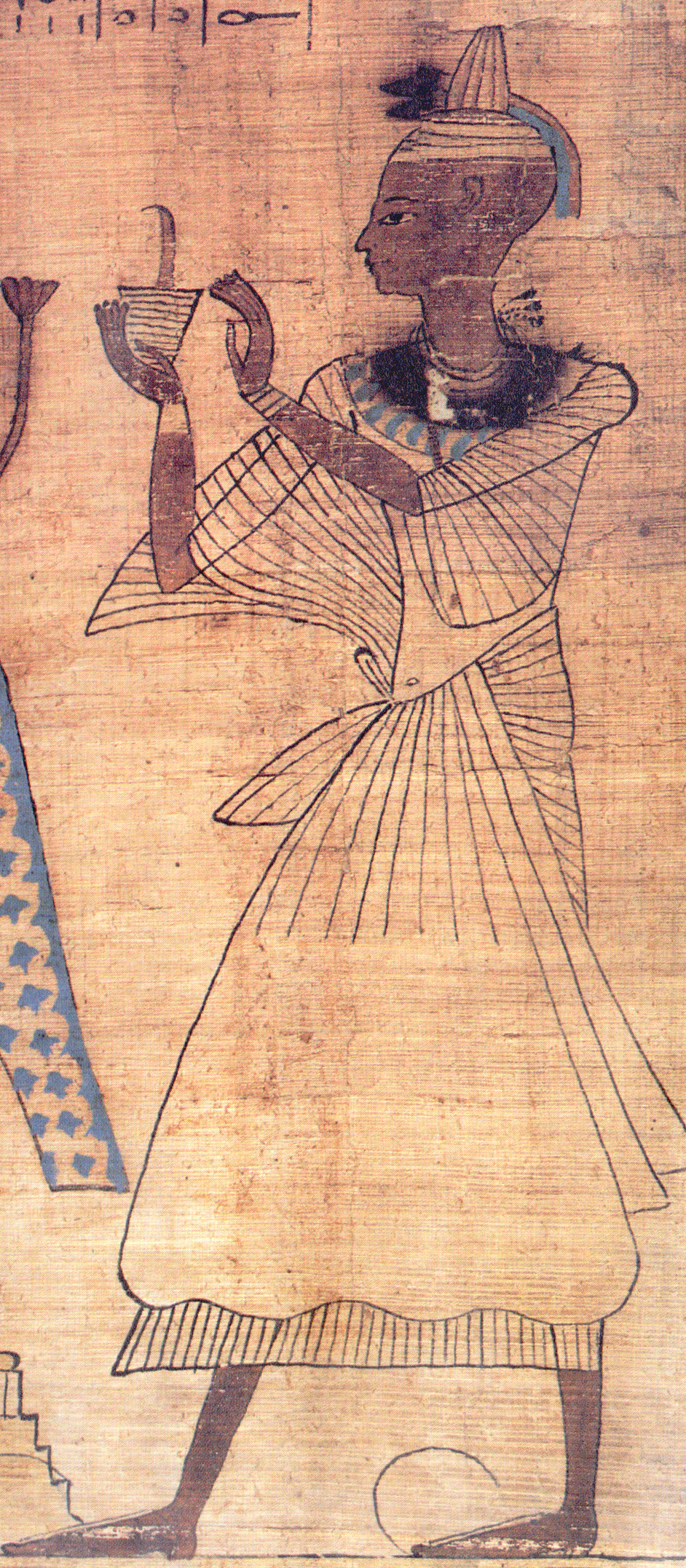
Ein Priester, der Weihrauch verbrennt, dargestellt in einem Papyrus. Zehntes Jahrhundert v. Chr.

Ein Tempel benötigte viele Menschen, um seine Rituale und Unterstützungsaufgaben zu erfüllen. Die Priester erfüllten die wesentlichen rituellen Funktionen des Tempels, aber in der religiösen Ideologie Ägyptens waren sie weit weniger wichtig als der König. Alle Zeremonien waren theoretisch Handlungen des Königs, und die Priester traten lediglich an seine Stelle. Die Priester waren daher der Autorität des Königs unterworfen, und er hatte das Recht, jeden, den er wollte, in das Priesteramt zu berufen. Tatsächlich waren im Alten und Mittleren Reich die meisten Priester Regierungsbeamte, die ihre weltlichen Pflichten für einen Teil des Jahres aufgaben, um in Schichten dem Tempel zu dienen. Sobald die Priesterschaft professioneller wurde, scheint der König seine Macht über die Ernennungen hauptsächlich für die höchsten Positionen genutzt zu haben, in der Regel, um einen Lieblingsbeamten mit einer Stelle zu belohnen oder aus politischen Gründen in die Angelegenheiten eines wichtigen Kultes einzugreifen. Kleinere Ernennungen übertrug er seinem Vezier oder den Priestern selbst. Im letzteren Fall ernannte der Amtsinhaber seinen eigenen Sohn zum Nachfolger, oder der Tempelklerus konferierte, um zu entscheiden, wer einen leeren Posten besetzen sollte. Priesterämter waren äußerst lukrativ und wurden in der Regel von den reichsten und einflussreichsten Mitgliedern der ägyptischen Gesellschaft bekleidet. In der griechisch-römischen Periode waren priesterliche Ämter weiterhin vorteilhaft. Vor allem in ländlichen Gebieten unterschieden sich die ägyptischen Priester von den anderen Einwohnern durch ihr Einkommen und die mit den priesterlichen Ämtern verbundenen Privilegien, aber auch durch ihre Bildung im Lesen und Schreiben. Hochrangige Ämter waren nach wie vor so lukrativ, dass manche Priester in langwierigen Gerichtsverfahren um ihren Beruf stritten. Das mag sich jedoch in der späteren römischen Zeit geändert haben, als Ägypten weitreichenden wirtschaftlichen, sozialen, kulturellen und religiösen Veränderungsprozessen unterworfen war.
Die Anforderungen für das Priesteramt unterschieden sich im Laufe der Zeit und zwischen den Kulten der verschiedenen Götter. Obwohl priesterliche Ämter detailliertes Wissen voraussetzten, ist wenig darüber bekannt, welches Wissen oder welche Ausbildung von den Amtsinhabern verlangt wurde. Die Priester mussten strenge Normen der rituelle Reinheit einhalten, bevor sie die heiligsten Bereiche betreten durften. Sie rasierten sich Kopf und Körper, wuschen sich mehrmals am Tag und trugen nur saubere Leinenkleidung. Sie mussten nicht im Zölibat leben, aber Geschlechtsverkehr machte sie unrein, bis sie sich einer weiteren Reinigung unterzogen hatten. Die Kulte bestimmter Götter konnten weitere Beschränkungen auferlegen, die mit der Mythologie des jeweiligen Gottes zusammenhingen, wie z. B. das Verbot, das Fleisch eines Tieres zu essen, das den Gott repräsentierte. Die Aufnahme von Frauen in das Priesteramt war unterschiedlich geregelt. Im Alten Reich dienten viele Frauen als Priesterinnen, aber ihre Präsenz im Klerus ging im Mittleren Reich drastisch zurück, bevor sie in der Dritte Zwischenzeit wieder zunahm. Geringere Ämter, wie das einer Musikerin bei Zeremonien, standen Frauen auch in den restriktivsten Perioden offen, ebenso wie die besondere Rolle einer zeremoniellen Gefährtin des Gottes. Letztere Rolle war sehr einflussreich, und die wichtigste dieser Gefährtinnen, die Gottesgemahlin des Amun, verdrängte in der Spätzeit sogar den Hohepriester des Amun.
An der Spitze der Tempelhierarchie stand der Hohepriester, der alle religiösen und wirtschaftlichen Funktionen des Tempels beaufsichtigte und in den größten Kulten eine wichtige politische Figur war. Unter ihm konnten bis zu drei Ränge von untergeordneten Priestern stehen, die ihn bei Zeremonien vertreten konnten. Während diese höheren Ränge ab dem Neuen Reich Vollzeitstellen waren, arbeiteten die niedrigeren Priestergrade immer noch in Schichten im Laufe des Jahres. Während viele Priester eine Vielzahl von niederen Aufgaben übernahmen, gab es im Klerus auch mehrere Ritualspezialisten. Unter diesen spezialisierten Rollen war die des Vorlesepriesters hervorzuheben, der während der Tempelrituale Hymnen und Zaubersprüche rezitierte und seine magischen Dienste an Laien vermietete. Neben den Priestern beschäftigte ein großer Tempel auch Sänger, Musiker und Tänzer, die während der Rituale auftraten, sowie Bauern, Bäcker, Handwerker, Baumeister und Verwalter, die den praktischen Bedarf deckten und verwalteten. In der ptolemäischen Ära konnten Tempel auch Menschen beherbergen, die innerhalb des Geländes Asyl gesucht hatten, oder Einsiedlern, die sich freiwillig dem Dienst des Gottes widmeten und in seinem Haushalt lebten. Ein großer Kult konnte daher weit über 150 Voll- oder Teilzeitpriester haben, mit Zehntausenden von nicht-priesterlichen Angestellten, die auf seinen Ländereien im ganzen Land arbeiteten. Diese Zahlen stehen im Gegensatz zu mittelgroßen Tempeln, die vielleicht 10 bis 25 Priester hatten, und zu den kleinsten Provinztempeln, die vielleicht nur einen hatten.
Einige Priester hatten auch Aufgaben außerhalb des Tempelbezirks. Sie waren Teil des Gefolges bei Festen, die von einem Tempel zum anderen reisten, und Geistliche aus dem ganzen Land schickten Vertreter zum nationalen Sedfest, das die göttliche Macht des Königs untermauerte. Einige Tempel, wie die in den benachbarten Städten Memphis und Letopolis, standen unter der Aufsicht desselben Hohepriesters.
Zu bestimmten Zeiten gab es ein Verwaltungsamt, das allen Tempeln und Klerikern vorstand. Im Alten Reich übertrugen die Könige diese Autorität zunächst ihren Verwandten und dann ihren Wesiren. Unter Thutmosis III. ging das Amt von den Wesiren auf die Hohepriester des Amun über, die es während eines Großteils des Neuen Reiches innehatten. Die Römer errichteten ein ähnliches Amt, das des Hohepriesters für ganz Ägypten, der die Tempelkulte bis zu ihrem Aussterben überwachte.

## Religiöse Aktivitäten

### Tägliche Rituale

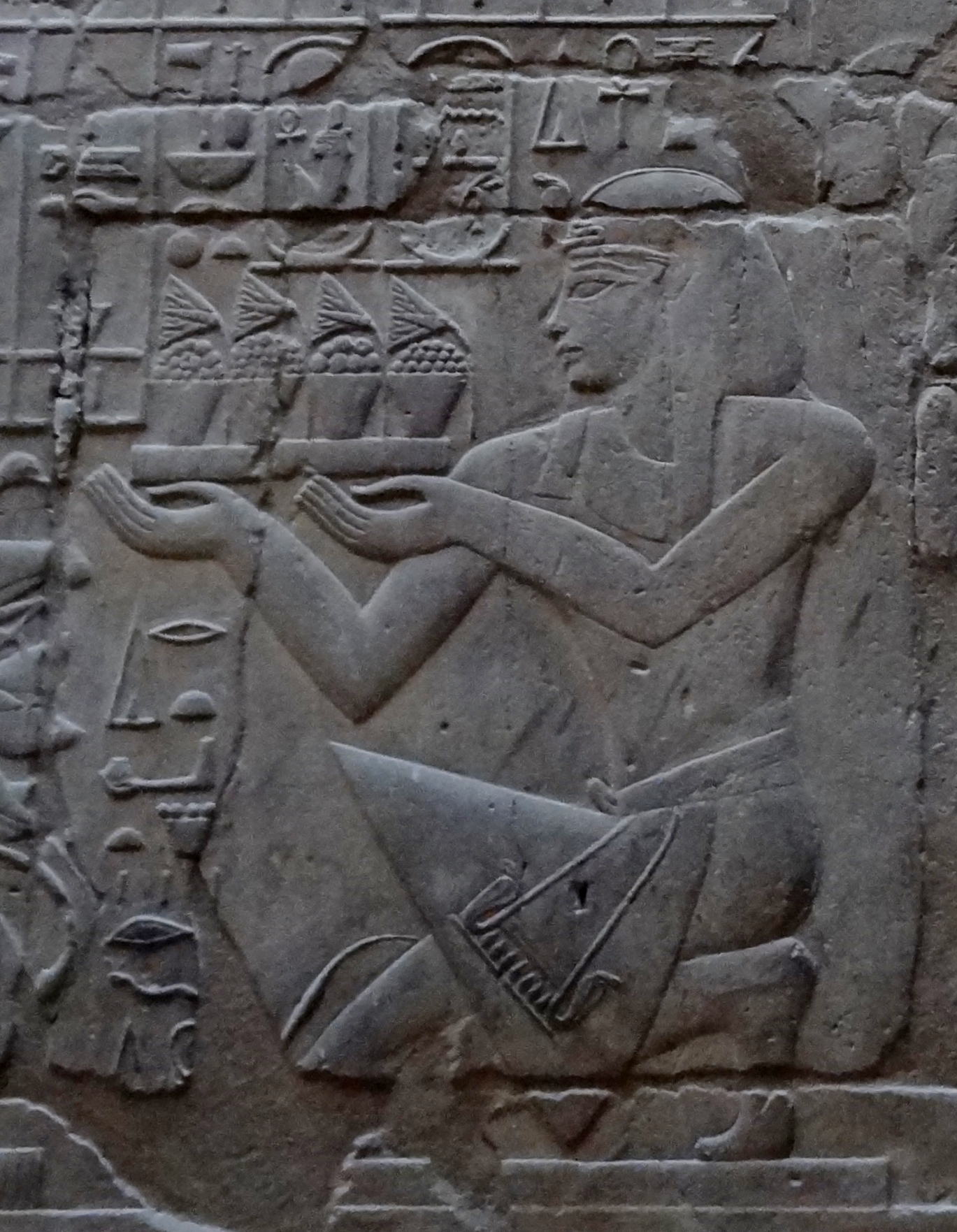
Amenophis III. präsentiert auf einem Relief aus dem Luxor-Tempel eine Vielzahl von Opfergaben. Vierzehntes Jahrhundert v. Chr.

Die täglichen Rituale in den meisten Tempeln umfassten zwei Abfolgen von Opferriten: eine, um den Gott für den Tag zu reinigen und zu kleiden, und eine, um ihm eine Mahlzeit darzubringen. Die genaue Reihenfolge dieser Rituale ist ungewiss und kann bei jeder Durchführung etwas anders gewesen sein. Außerdem überschnitten sich die beiden Abläufe wahrscheinlich. Bei Sonnenaufgang betrat der amtierende Priester das Heiligtum und trug eine Kerze, um den Raum zu beleuchten. Er öffnete die Türen des Schreins, warf sich vor dem Bild des Gottes nieder und rezitierte Hymnen zu dessen Lob. Er nahm die Gottheit aus dem Schrein, bekleidete sie (und ersetzte damit die Kleidung vom Vortag) und salbte sie mit Öl und Farbe. Irgendwann präsentierte der Priester das Mahl des Gottes, das aus verschiedenen Fleischsorten, Obst, Gemüse und Brot bestand.
Man glaubte, dass der Gott nur die spirituelle Essenz dieser Mahlzeit zu sich nahm. Dieser Glaube erlaubte es, die Nahrung an andere zu verteilen, ein Akt, den die Ägypter „Umkehrung der Opfergaben“ nannten. Die Speisen gingen zunächst an die anderen Statuen im Tempel, dann an die örtlichen Grabkapellen zur Versorgung der Toten und schließlich an die Priester, die sie aßen. Die Mengen selbst für die tägliche Mahlzeit waren so groß, dass nur ein kleiner Teil davon auf die Opfertische gelegt worden sein kann. Das meiste muss direkt für diese sekundären Zwecke verwendet worden sein. Tempelkunstwerke zeigen oft, wie der König der Tempelgottheit ein Bildnis der Göttin Maat überreicht, eine Handlung, die den Zweck aller anderen Opfergaben darstellt. Der König könnte der Gottheit eine echte Maat-Figur geschenkt haben, oder die Tempelreliefs, die diese Handlung darstellen, könnten rein symbolisch gewesen sein.
Andere Opferrituale fanden zur Mittagszeit und bei Sonnenuntergang statt, wobei das Heiligtum nicht wieder geöffnet wurde. Auch andere Zeremonien als Opfergaben fanden täglich statt, darunter gottesspezifische Rituale. Im Kult des Sonnengottes Re zum Beispiel wurden Tag und Nacht Hymnen für jede Stunde der Reise des Gottes über den Himmel gesungen. In vielen der Zeremonien wurde der Kampf gegen die Mächte des Chaos rituell dargestellt.
Sie konnten beispielsweise die Zerstörung von Modellen feindlicher Götter wie Apophis oder Seth beinhalten, Handlungen, von denen man glaubte, dass sie durch das Prinzip der ḥkꜣ (Ägyptologische Aussprache: heka) „Magie“ eine reale Wirkung hatten.
Tatsächlich glaubten die Ägypter, dass alle rituellen Handlungen ihre Wirkung durch ḥkꜣ. erzielen. Es war eine grundlegende Kraft, die durch Rituale manipuliert werden sollte. Mit Hilfe der Magie wurden Menschen, Gegenstände und Handlungen mit Gegenstücken im göttlichen Reich gleichgesetzt und so glaubte man, das Geschehen bei den Göttern beeinflussen zu können. Bei der täglichen Opfergabe zum Beispiel wurde die Kultstatue, unabhängig davon, welche Gottheit sie darstellte, mit Osiris, dem Gott der Toten, in Verbindung gebracht. Der Priester, der das Ritual durchführte, wurde mit Horus identifiziert, dem lebenden Sohn des Osiris, der in der Mythologie seinen Vater nach dem Tod durch Opfergaben unterstützte. Durch die magische Gleichsetzung mit einer Gottheit in einem Mythos war der Priester in der Lage, mit der Tempelgottheit zu interagieren.

### Festivals
An Tagen mit besonderer religiöser Bedeutung wurden die täglichen Rituale durch Festtage ersetzt. Die verschiedenen Feste fanden in unterschiedlichen Abständen statt, die meisten waren jedoch jährlich. Ihr Zeitplan richtete sich nach dem ägyptischer Zivilkalender, der meist nicht mit dem astronomischen Jahr übereinstimmte. So hatten zwar viele Feste einen jahreszeitlichen Ursprung, aber ihr zeitlicher Ablauf war nicht mehr an die Jahreszeiten gebunden. Die meisten Feste fanden in einem einzigen Tempel statt, aber andere konnten zwei oder mehr Tempel oder eine ganze Region Ägyptens einbeziehen; einige wenige wurden im ganzen Land gefeiert. Im Neuen Reich und später konnte der Festkalender eines einzelnen Tempels Dutzende von Veranstaltungen umfassen, sodass die meisten dieser Feste wahrscheinlich nur von den Priestern beachtet wurden. Bei den Festen, die mit einer Prozession außerhalb des Tempels verbunden waren, versammelte sich auch die örtliche Bevölkerung, um zuzusehen und zu feiern. Dies waren die aufwändigsten Tempelzeremonien, begleitet von der Rezitation von Hymnen und dem Auftritt von Musikern.

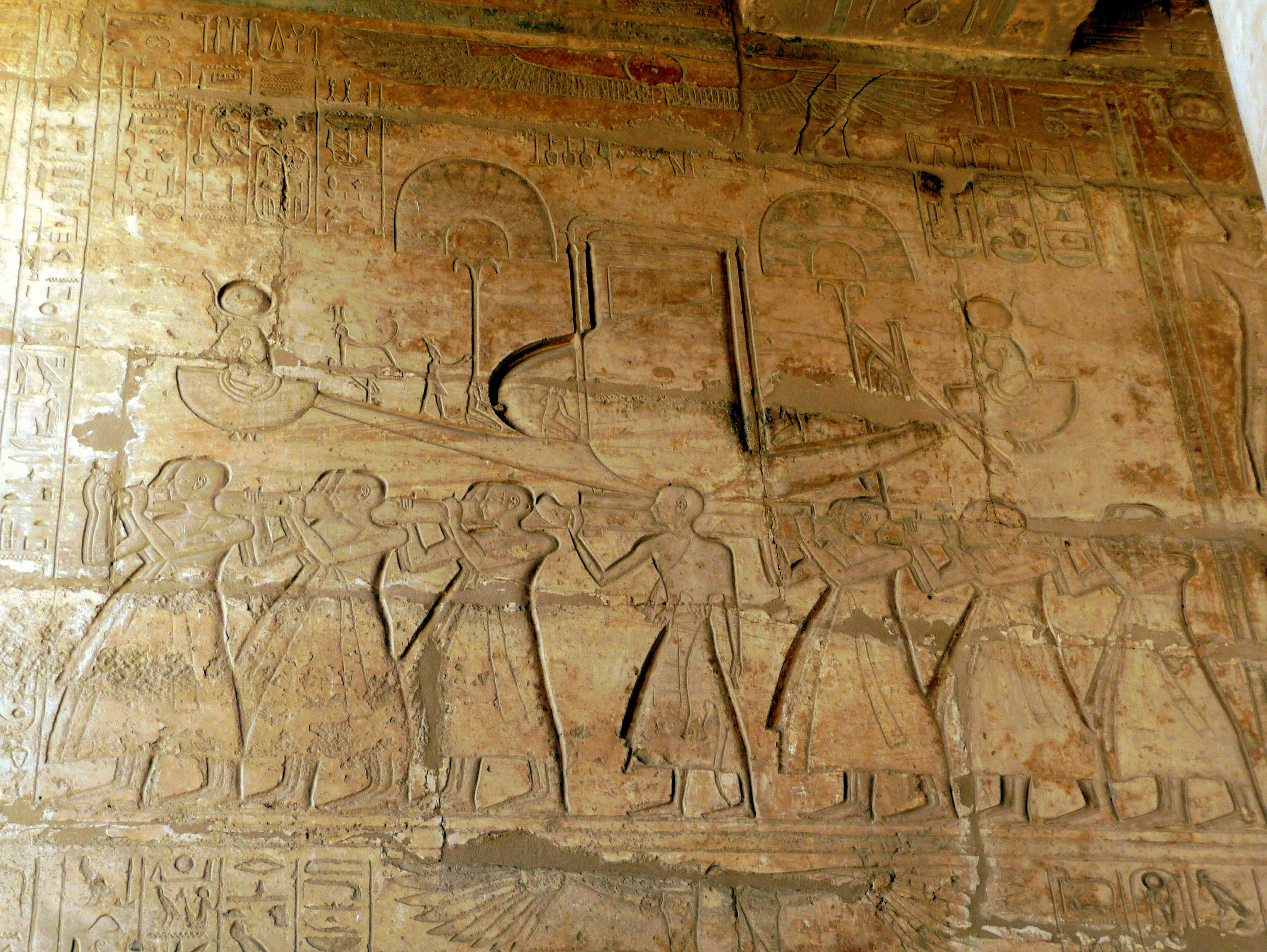
Priester, die eine Festbarke tragen, in einem Relief aus dem Ramesseum. Dreizehntes Jahrhundert v. Chr.

Bei den Festzeremonien wurden mythologische Ereignisse nachgespielt oder andere symbolische Handlungen vollzogen, wie das Schneiden einer Weizengarbe während des dem Gott Min gewidmeten Erntefestes. Viele dieser Zeremonien fanden nur innerhalb des Tempelgebäudes statt, wie das in der Spätzeit und danach praktizierte Fest der „Vereinigung mit der Sonnenscheibe“, bei dem Kultstatuen zu Beginn des neuen Jahres auf das Tempeldach getragen wurden, um von den Sonnenstrahlen belebt zu werden. Bei Festen, die mit einer Prozession einhergingen, trugen die Priester das Götterbild aus dem Heiligtum hinaus, in der Regel in seiner Modellbarke, um einen anderen Ort zu besuchen. Die Barke konnte vollständig auf dem Landweg reisen oder auf ein echtes Boot verladen werden, um auf dem Fluss zu fahren.
Der Zweck des Besuchs des Gottes war unterschiedlich. Einige waren mit der Ideologie des Königtums verbunden. Beim Opet-Fest, einer äußerst wichtigen Zeremonie im Neuen Reich, besuchte das Abbild des Amun aus Karnak die im Luxor-Tempel verehrte Form des Amun, und beide dienten dazu, die göttliche Herrschaft des Königs zu bekräftigen. Wieder andere Feste hatten einen Festcharakter, wie das Schöne Fest des Tals, bei dem Amun von Karnak die Totentempel der Thebanischen Nekropole besuchte, um die dort verehrten Könige zu besuchen, während das einfache Volk die Grabkapellen seiner eigenen verstorbenen Verwandten besuchte. Einige dieser Feste könnten sich auf rituelle Eheschließungen zwischen Gottheiten oder zwischen Gottheiten und ihren menschlichen Gefährtinnen konzentriert haben, obwohl es keine eindeutigen Beweise dafür gibt, dass rituelle Eheschließungen ihr Ziel waren. Ein bekanntes Beispiel ist ein Fest, bei dem ein Bildnis der Hathor aus dem Dendera-Tempelkomplex alljährlich zum Tempel von Edfu gebracht wurde, dem Tempel ihres mythologischen Gemahls Horus. Diese vielfältigen Zeremonien waren durch den allgemeinen Zweck der Erneuerung des Lebens unter den Göttern und im Kosmos vereint.
Auch die an einem Fest beteiligten Götter erhielten Opfergaben in weitaus größeren Mengen als bei den täglichen Zeremonien. Es ist unwahrscheinlich, dass die enormen Mengen an Nahrungsmitteln, die in den Festtexten aufgeführt werden, allein unter den Priestern aufgeteilt wurden, sodass es wahrscheinlich ist, dass auch die feiernden Bürger an der Umkehrung dieser Opfergaben beteiligt waren.

### Heilige Tiere

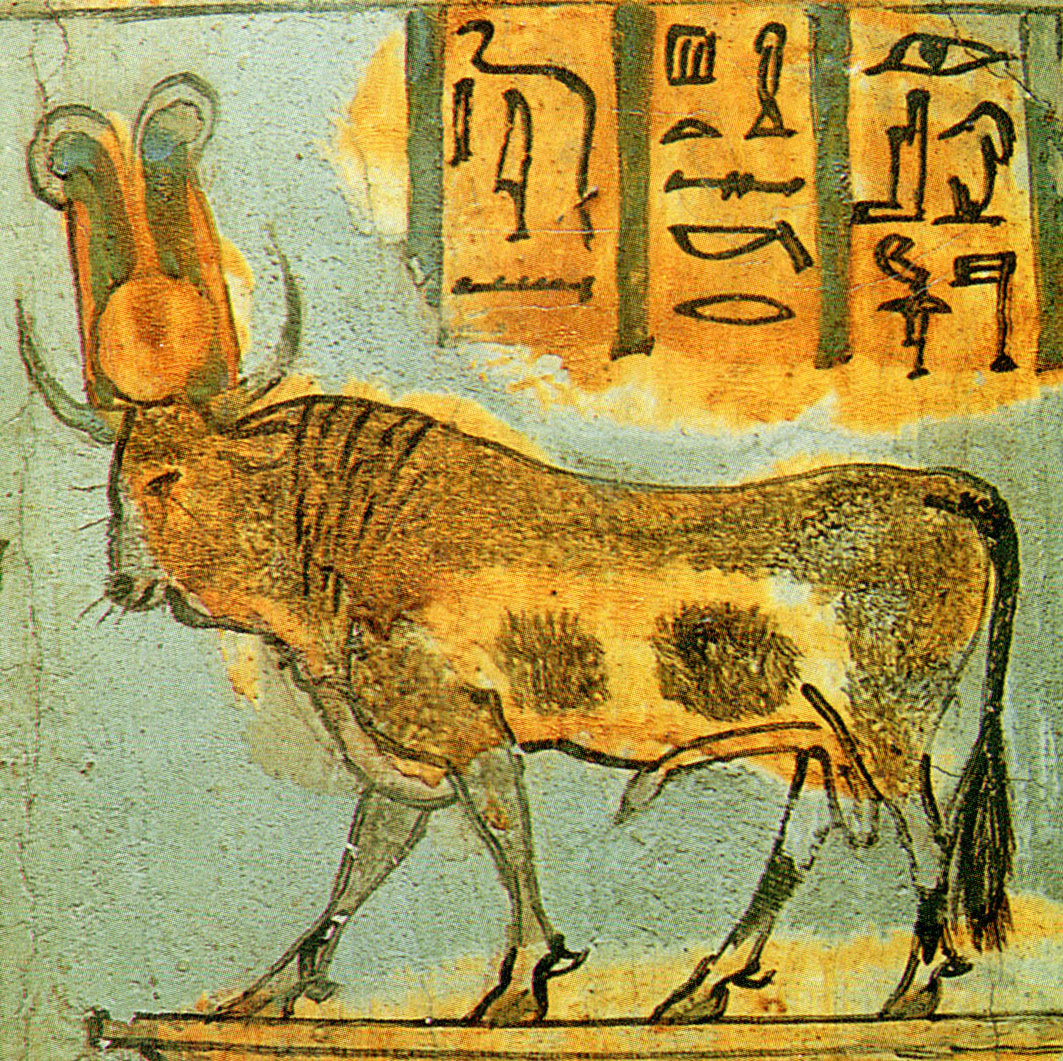
Der Apis, dargestellt auf einem Sarg. Elftes bis zehntes Jahrhundert v. Chr.

Einige Tempel hielten heilige Tiere, von denen man glaubte, dass sie das „ba“ des Tempelgottes in gleicher Weise wie Kultbilder verkörpern. Jedes dieser heiligen Tiere wurde im Tempel aufbewahrt und für eine bestimmte Zeitspanne verehrt, die von einem Jahr bis zur Lebenszeit des Tieres reichte. Nach Ablauf dieser Zeit wurde es durch ein neues Tier der gleichen Art ersetzt, das durch ein göttliches Orakel oder aufgrund bestimmter Merkmale ausgewählt wurde, die auf seinen heiligen Charakter hinweisen sollten. Zu den bekanntesten dieser Tiere gehörten der Apis, ein heiliger Stier, der als Manifestation des Memphiten-Gottes Ptah verehrt wurde, und der Falke von Edfu, der den Falkengott Horus repräsentierte.
In der Spätzeit entwickelte sich eine andere Form der Tierverehrung. In diesem Fall bezahlten die Laien die Priester dafür, dass sie ein Tier einer bestimmten Art als Opfergabe für einen Gott töteten, mumifizierten und vergruben. Diese Tiere galten nicht als besonders heilig, aber als Tierart wurden sie mit dem Gott in Verbindung gebracht, weil er in der Form dieses Tieres dargestellt wurde. Der Gott Thot zum Beispiel konnte als Ibis und als Pavian dargestellt werden, und sowohl Ibisse als auch Paviane wurden ihm geopfert. Obwohl sich diese Praxis von der Verehrung einzelner göttlicher Repräsentanten unterschied, hielten einige Tempel Vorräte an Tieren, die für beide Zwecke ausgewählt werden konnten. Diese Praktiken brachten große Friedhöfe mit mumifizierten Tieren hervor, wie die Katakomben um das Serapeum von Sakkara, wo die Apis-Stiere zusammen mit Millionen von Tieropfern bestattet wurden.

### Orakel
Zu Beginn des Neuen Reiches, und möglicherweise schon früher, wurde die Festprozession zu einer Gelegenheit für die Menschen, den Gott um Orakels zu bitten. Ihre Fragen betrafen Themen wie das Auffinden eines verlorenen Gegenstandes oder die beste Wahl für ein Regierungsamt. Die Bewegungen der Barke, die von den Trägern auf den Schultern getragen wurde – einfache Gesten, die „Ja“ oder „Nein“ bedeuteten, das Kippen in Richtung von Tafeln, auf denen mögliche Antworten geschrieben standen, oder die Bewegung in Richtung einer bestimmten Person in der Menge – wurden als Anzeige der Antwort des Gottes verstanden. In der griechisch-römischen Zeit und möglicherweise schon viel früher wurden Orakel auch außerhalb des Festes verwendet, sodass die Menschen sie häufig konsultieren konnten. Priester deuteten die Bewegungen heiliger Tiere oder schrieben oder sprachen auf direkte Fragen Antworten, die sie angeblich von dem betreffenden Gott erhalten hatten. Der Anspruch der Priester, für die Götter zu sprechen oder deren Botschaften zu interpretieren, verschaffte ihnen großen politischen Einfluss und ermöglichte es den Hohepriestern des Amun, Oberägypten während der Dritten Zwischenzeit zu dominieren.

### Volksverehrung

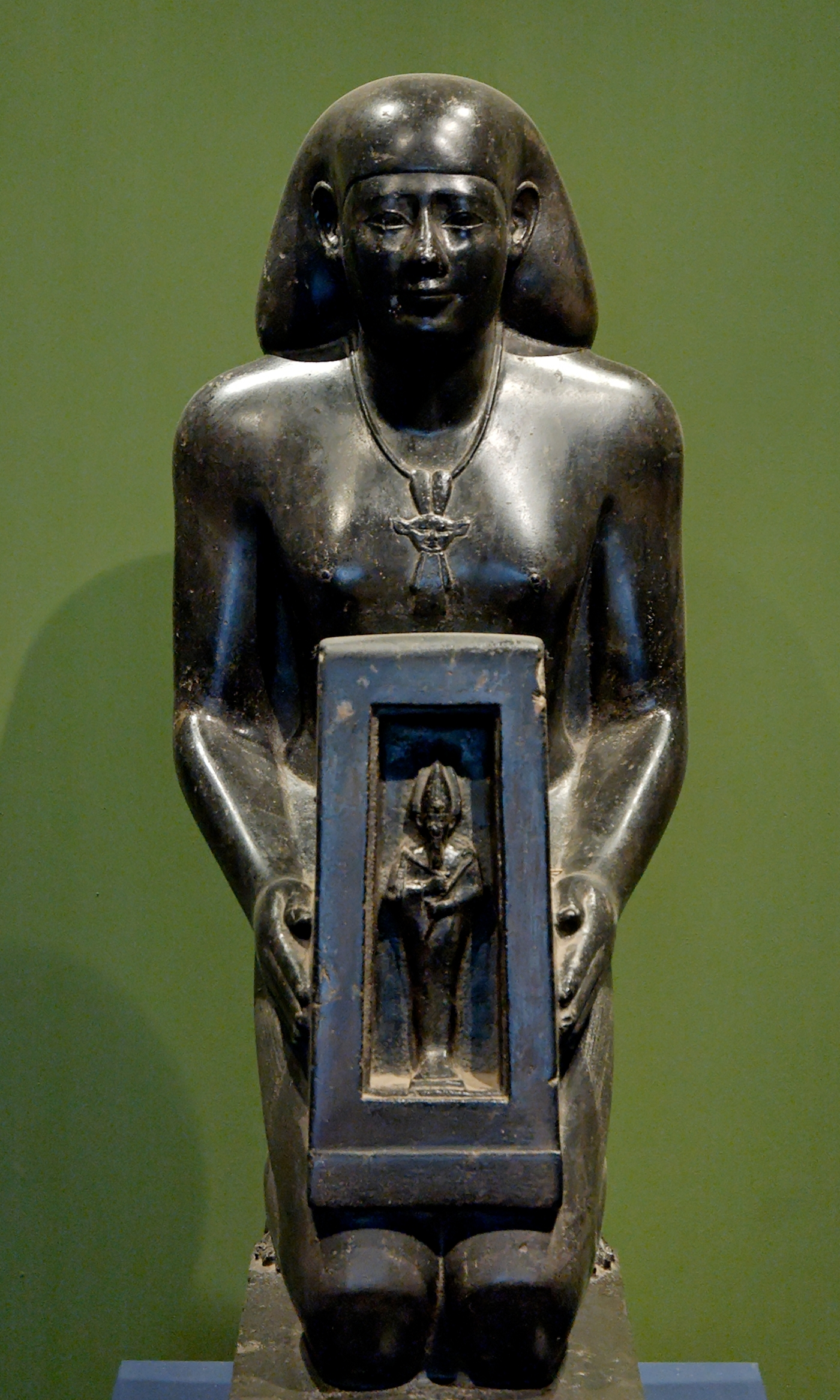
Votivstatue eines Mannes, der einen Schrein mit einer Figur des Osiris stiftet. Dreizehntes bis elftes Jahrhundert v. Chr.

Obwohl sie von den formalen Ritualen des Tempels ausgeschlossen waren, suchten die Laien dennoch den Kontakt zu den Göttern. Aus der frühen ägyptischen Geschichte gibt es nur wenige Belege für die religiösen Praktiken einzelner Menschen, sodass das Verständnis der Ägyptologen zu diesem Thema hauptsächlich aus dem Neuen Reich oder späteren Perioden stammt. Die Belege aus dieser Zeit deuten darauf hin, dass die einfachen Ägypter zwar viele Orte nutzten, um mit dem Göttlichen zu interagieren, wie z. B. Hausheiligtümer oder Gemeindekapellen, dass aber die offiziellen Tempel mit ihren abgesonderten Göttern ein wichtiger Fokus für die Volksverehrung waren.
Da sie sich nicht direkt an das Kultbild wenden konnten, versuchten die Laien dennoch, ihm ihre Gebete zu übermitteln. Manchmal übergaben sie den Priestern Botschaften, die sie der Tempelgottheit überbringen sollten; manchmal brachten sie ihre Frömmigkeit in den Teilen des Tempels zum Ausdruck, zu denen sie Zugang hatten. In Höfen, Portalen und Hypostylus-Hallen gab es Räume, die für öffentliche Gebete bestimmt waren. Manchmal richteten die Menschen ihre Bitten an die königlichen Kolosse, von denen man annahm, dass sie als göttliche Vermittler fungierten. Privatere Andachtsräume befanden sich an der Außenmauer des Gebäudes, wo große Nischen als „Kapellen des hörenden Ohrs“ dienten, in denen der Einzelne mit dem Gott sprechen konnte.
Die Ägypter interagierten mit den Gottheiten auch durch Opfergaben, die von einfachen Schmuckstücken bis hin zu großen und fein geschnitzten Statuen und Stelen reichten. Zu ihren Beiträgen gehörten Statuen, die in Tempelhöfen aufgestellt wurden und nach dem Tod der Spender als Gedenkstätte dienten und Teile der Tempelopfer erhielten, um den Geist der Spender zu erhalten. Andere Statuen dienten als Gaben für den Tempelgott, und beschriftete Stelen übermittelten der ansässigen Gottheit die Gebete und Dankesbotschaften der Spender. Im Laufe der Jahrhunderte sammelten sich so viele dieser Statuen in einem Tempelgebäude an, dass die Priester sie manchmal aus dem Weg räumten, indem sie sie in Verstecken unter dem Boden vergruben. Bürger boten einfache Holz- oder Tonmodelle als Votivgaben an. Die Form dieser Modelle kann auf den Grund ihrer Spende hinweisen. Frauenfiguren gehören zu den häufigsten Arten von Votivfiguren, und einige sind mit einem Gebet für eine Frau, die ein Kind gebären soll, beschriftet.
Festprozessionen boten den Laien die Möglichkeit, sich dem Kultbild in seiner Barke zu nähern und vielleicht sogar einen Blick darauf zu werfen, und sie konnten Teile der Speise des Gottes empfangen. Da die wichtigsten Rituale eines jeden Festes immer noch innerhalb des Tempels stattfanden, außerhalb der Sichtweite der Öffentlichkeit, hat der Ägyptologe Anthony Spalinger die Frage aufgeworfen, ob die Prozessionen echte „religiöse Gefühle“ hervorriefen oder einfach nur als Gelegenheit zum Feiern gesehen wurden. In jedem Fall boten die Orakelveranstaltungen während der Feste den Menschen die Möglichkeit, Antworten von den normalerweise isolierten Gottheiten zu erhalten, wie auch die anderen Arten von Orakeln, die sich erst spät in der ägyptischen Geschichte entwickelten. Die Tempel wurden schließlich zu einem Schauplatz für eine weitere Art des göttlichen Kontakts: Träume. Die Ägypter sahen im Träumen ein Mittel zur Kommunikation mit dem göttlichen Reich, und in der ptolemäischen Zeit wurden in vielen Tempeln Gebäude für die rituelle Inkubation errichtet. Die Menschen schliefen in diesen Gebäuden in der Hoffnung, mit dem Tempelgott in Kontakt zu treten. Oft suchten die Bittsteller eine magische Lösung für Krankheiten oder Unfruchtbarkeit. Zu anderen Zeiten suchten sie eine Antwort auf eine Frage, die sie eher durch einen Traum als durch ein Orakel erhielten.

## Nach der Aussetzung
Nachdem ihre ursprünglichen religiösen Aktivitäten eingestellt worden waren, verfielen die ägyptischen Tempel langsam. Viele wurden von Christen verunstaltet, die versuchten, die Überreste der altägyptischen Religion zu beseitigen. Einige Tempelbauten, wie der Mammisi in Dendera oder die Hypostylhalle in Philae, wurden zu Kirchen oder anderen Gebäudetypen umgebaut. Meistens wurden die Stätten ungenutzt gelassen, wie beim Tempel des Chnum in Elephantine, während die Einheimischen ihre Steine abtrugen, um sie als Material für neue Gebäude zu verwenden. Der Abbau von Tempeln zur Gewinnung von Stein setzte sich bis in die Neuzeit fort. Kalkstein war besonders nützlich als Quelle für Kalk, daher wurden fast alle aus Kalkstein gebauten Tempel abgebaut. Sandsteintempel, die vor allem in Oberägypten zu finden sind, haben eher überlebt. Was die Menschen intakt ließen, unterlag weiterhin der natürlichen Verwitterung. Tempel in Wüstengebieten konnten teilweise von Sandverwehungen bedeckt sein, während die Tempel in der Nähe des Nils, insbesondere in Unterägypten, oft unter Schlammschichten des Flusses begraben waren. So wurden einige große Tempelanlagen wie Memphis zu Ruinen, während viele Tempel fernab des Nils und der Bevölkerungszentren weitgehend intakt blieben. Da das Verständnis der Hieroglyphenschrift verloren ging, blieben die Informationen über die ägyptische Kultur, die in den überlebenden Tempeln erhalten waren, für die Welt unverständlich.
Die Situation änderte sich dramatisch mit dem französischen Feldzug in Ägypten und Syrien im Jahr 1798, der eine Gelehrtenkommission zur Untersuchung der erhaltenen antiken Monumente mit sich brachte. Die Ergebnisse ihrer Studien lösten in ganz Europa eine Faszination für das alte Ägypten aus. Im frühen neunzehnten Jahrhundert reisten immer mehr Europäer nach Ägypten, um die antiken Monumente zu besichtigen und ägyptische Antiquitäten zu sammeln. Viele Tempelartefakte, von kleinen Objekten bis hin zu riesigen Obelisken, wurden von ausländischen Regierungen und privaten Sammlern mitgenommen. Diese Welle der Ägyptomanie führte zur Wiederentdeckung von Tempelanlagen wie Abu Simbel, doch wurden Artefakte und sogar ganze Tempel oft mit großer Nachlässigkeit behandelt. Die Entdeckungen dieser Zeit ermöglichten die Entzifferung der ägyptischen Hieroglyphen und die Anfänge der Ägyptologie als wissenschaftliche Disziplin.

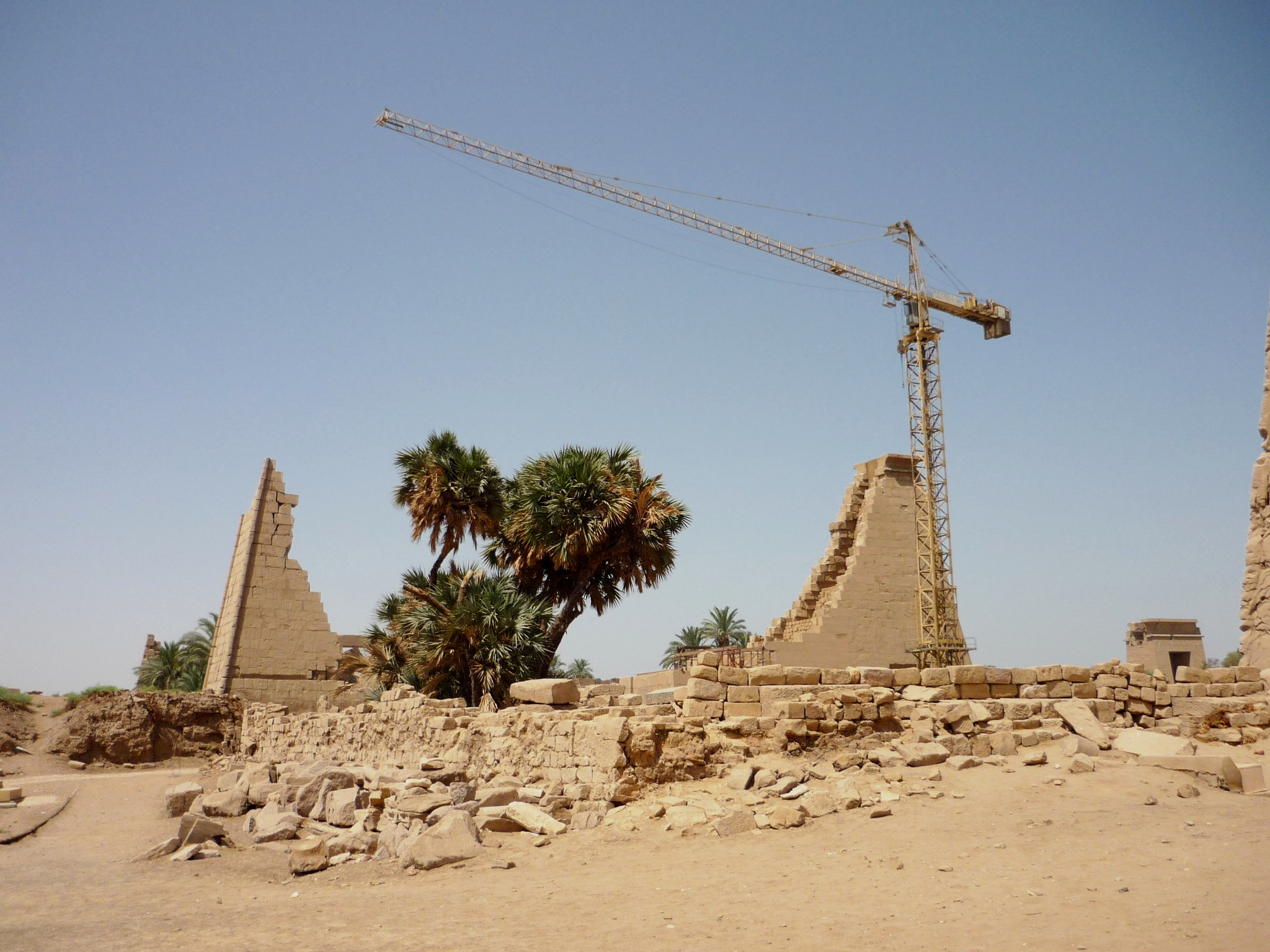
Wiederaufbauarbeiten am Neunten Pylon in Karnak (vierzehntes Jahrhundert v. Chr.), aus dessen Inneren Talatat-Blöcke aus der Amarna-Zeit geborgen werden

Jahrhunderts untersuchten die Ägyptologen die Tempel intensiv, aber ihr Schwerpunkt lag auf dem Sammeln von Artefakten, um sie in ihre eigenen Länder zu schicken, und ihre schlampigen Ausgrabungsmethoden richteten oft weiteren Schaden an. Langsam wich die antikenjagende Haltung gegenüber ägyptischen Denkmälern einer sorgfältigen Untersuchung und Erhaltung. Mit der zunehmenden Unabhängigkeit Ägyptens von ausländischen Mächten übernahm die Regierung auch eine stärkere Kontrolle der archäologischen Aktivitäten.
Doch auch in jüngster Zeit waren die antiken Überreste Bedrohungen ausgesetzt. Die schwerwiegendste war der Bau des Assuan-Staudamms in den 1960er-Jahren, der die Tempel im ehemaligen Unternubien unter dem neu entstandenen Nassersee zu versenken drohte. In einer groß angelegten Aktion der Vereinten Nationen wurden einige der bedrohten Monumente demontiert und an höherer Stelle wieder aufgebaut, und die ägyptische Regierung verschenkte einige der anderen, wie den Tempel von Dendur, den Tempel von Taffeh und den Tempel von Debod, an Nationen, die sich an den Erhaltungsarbeiten beteiligt hatten. Dennoch verschwanden mehrere andere Tempel unter dem See.
Heute gibt es Dutzende von Stätten mit bedeutenden Tempelüberresten, obwohl es einst viel mehr gab, und keiner der großen Tempel in Unter- oder Mittelägypten ist gut erhalten. Diejenigen, die gut erhalten sind, wie Karnak, Luxor und Abu Simbel, ziehen Touristen aus aller Welt an und sind daher ein wichtiger Anziehungspunkt für den Ägyptische Tourismusindustrie, der einen wichtigen Sektor der Ägyptische Wirtschaft darstellt. Drei Tempelanlagen – das antike Theben mit seiner Nekropole, Memphis und seine Nekropole sowie die nubischen Monumente von Abu Simbel bis Philae – wurden von der UNESCO zum Weltkulturerbe erklärt. Die ägyptische Regierung bemüht sich um einen Ausgleich zwischen den Anforderungen des Tourismus und der Notwendigkeit, Schutz der antiken Monumente vor den schädlichen Auswirkungen des Tourismus. Auch die Archäologische Arbeit geht weiter, da viele Tempelreste noch immer verschüttet sind und viele erhaltene Tempel noch nicht vollständig erforscht sind. Einige beschädigte oder zerstörte Bauwerke, wie die Tempel von Echnaton, werden sogar rekonstruiert. Diese Bemühungen verbessern das moderne Verständnis der ägyptischen Tempel, was wiederum ein besseres Verständnis der altägyptischen Gesellschaft als Ganzes ermöglicht.